# Condate Riedonum
Vous lisez un « bon article » labellisé en 2024.
Pour les articles homonymes, voir Condate.
Condate Riedonum, aujourd'hui Rennes, était le chef-lieu de la civitas des Riedones sous l'Empire romain. 
Si des traces d'occupation sont attestées dès la préhistoire, le site reste faiblement habité avant d'être l'objet d'un fort développement opéré par les Romains au Ier siècle. Les fouilles menées sur le site, permettant la découverte de bâtiments publics, de temples, d'ateliers et de multiples logements, ont révélé l'existence d'une forte urbanisation sous l'Empire romain. De plus, la ville est organisée par des cardines et decumani. Les multiples objets d'origine militaire ont soulevé des questions sur l'identité des fondateurs de Condate, qui pourraient être issus de l'armée romaine.
Se trouvant au cœur d'une zone topographique idéale, à proximité de multiples routes et centres urbains, en plus de l'Ille et la Vilaine, Condate devient le carrefour commercial de la région, comme en témoignent la trouvaille d'objets importés au sein de la ville et d'objets fabriqués à Condate hors de la ville. La ville accueille en effet de multiples ateliers d'artisanat où sont fabriqués céramiques, objets en verre, en ivoire ou en métal. Au IIIe siècle, une muraille est érigée, dont certaines parties subsistent encore dans les remparts de Rennes. Si la ville devient chrétienne aux alentours des VIe – VIIe siècles, elle est païenne à son apogée, comme l'attestent les vestiges de temples, miniatures et objets de dévotion découverts.
Condate a fait l'objet, au cours des XXe et XXIe siècles, de multiples campagnes de fouilles qui ont largement étoffé les connaissances sur son histoire. Parmi les plus importantes se trouvent les fouilles de la place Hoche, du couvent des Jacobins, ou de la rue Saint-Malo.

## Étymologie
« Condate » est un toponyme d'origine gauloise désignant une confluence,. De nombreuses autres villes ont porté le nom de « Condate ».
« Riedonum » vient des Riedones dont Condate était le principal centre, le chef-lieu. Cette épithète n’est utilisée qu’après la conquête romaine, aux alentours du IIIe siècle. Certains éléments datant de l’époque gallo-romaine utilisent le mot « Riedonum », comme la stèle évoquant Titus Flavius Postumius,,.

## Histoire

### Fondation et période gauloise
Les premières traces sur le site de Rennes remontent aux époques préhistorique et protohistorique. Celles-ci correspondent à des cas isolés à proximité du confluent de l’Ille et de la Vilaine. Concernant ces périodes, les archéologues ont recueilli des témoignages de présence humaine par le biais d’artéfacts trouvés durant des travaux d’urbanisme anciens. Des haches en pierre polie, des pointes de flèche ou des éclats de silex retouchés ont été mis au jour. Il s’agit d’éléments isolés qui attestent seulement d’un passage et non d’une présence régulière sur le territoire. La piste d’objets abandonnés (intentionnellement ou non) ou perdus est évoquée.

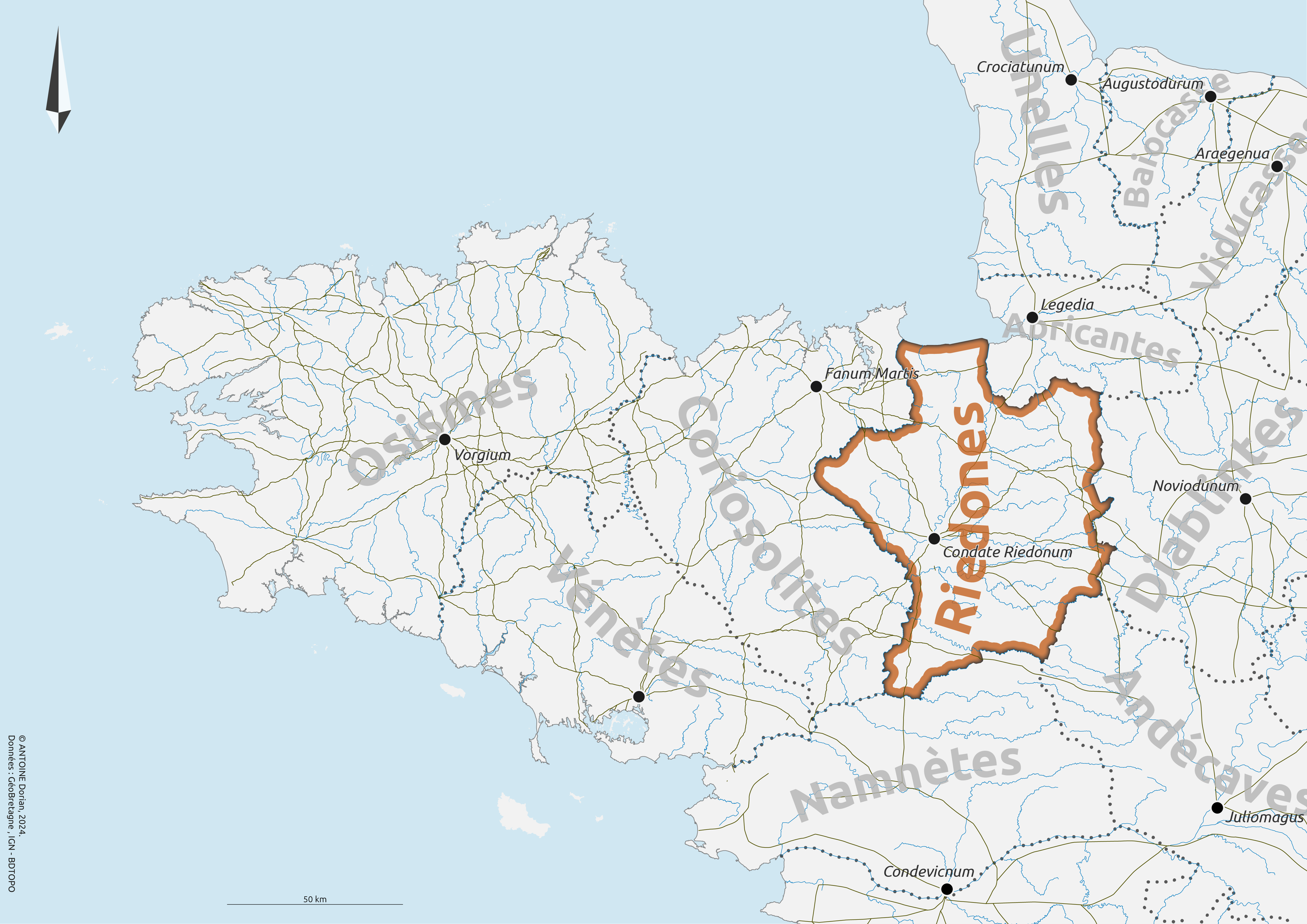
Aire culturelle des Riedones.

Très peu de vestiges archéologiques sont connus sur Condate avant l’arrivée des Romains. La période gauloise est toutefois étudiée par les archéologues. Ces derniers ont identifié, à 250 mètres au nord du périmètre de la ville antique, le long de l’Ille, une petite exploitation datée du IVe – IIIe siècle av. J.-C. Un habitat gaulois a également été repéré en 1993 à une centaine de mètres en aval de la confluence de l'Ille et de la Vilaine, au lieu-dit Vieux ville-Beaurade. Enfin, en 1941 à Saint-Jacques-de-la-Lande, aux environs de Rennes, quelques artéfacts gaulois ont été trouvés dont un statère gaulois frappé sur billon d’argent. Les figures représentées sur ce statère sont typiques des productions du peuple gaulois des Riedones. L’existence d’une véritable agglomération reste toutefois incertaine. L’archéologue Gaétan Le Cloirec décrit la fondation de Condate comme faisant partie d’un « élan de réorganisation administrative », conséquence de la Guerre des Gaules achevée 40 ans auparavant. Les raisons pour lesquelles ce site aurait été choisi sont encore difficiles à établir précisément. Un des critères habituellement évoqués pour retenir l’implantation d’une ville, celui de la présence d’un oppidum, ne peut être avancé en raison de l’existence d’un nœud routier antérieur à la conquête. Une des explications les plus probables est la proximité avec des routes et des agglomérations secondaires, ainsi que la présence d'élites gauloises à proximité. Malgré tout, le site de Condate reste relativement excentré, à l’instar de la majorité des chefs-lieux de cité de la région. Les deux cours d’eau, l’Ille et la Vilaine, sont également appréciés car ils rendent possible les activités artisanales, domestiques ainsi que d’évacuation d’eaux usées et pluviales.

### Période romaine
L’état de la connaissance actuelle de Condate Riedonum est principalement le fait des différentes campagnes de fouilles prescrites par le Service régional de l'archéologie (SRA) et réalisées par l’Institut national de recherches archéologiques préventives (INRAP). Les Riedones et leur chef-lieu ne sont pas connus avant la conquête romaine. C'est au travers des écrits de Jules César que cette population est connue. Dans le Commentaire sur la Guerre des Gaules, César raconte qu’à l’instar des peuples d’Armorique, les Riedones auraient envoyé une partie de leurs soldats en aide aux Gaulois pris d'assaut à Alésia. En tout 20 000 soldats armoricains furent envoyés à Vercingétorix : « vingt mille à l'ensemble des peuples situés le long de l'Océan, et que les Gaulois ont l'habitude d'appeler Armoricains, au nombre desquels sont les Curiosolites, les Redons, les Ambibarii, les Calètes, les Osismes, les Lémovices, les Unelles ». Jules César mentionne les Riedones à une autre reprise pour énoncer les peuples s’étant soumis à Rome : « Dans le même temps, César fut informé par P. Crassus, envoyé par lui, avec une seule légion, contre les Vénètes, les Unelles, les Osismes, les Curiosolites, les Esuvii, les Aulerques, les Redons, peuples maritimes sur les côtes de l'Océan, qu'ils s'étaient tous soumis au pouvoir du peuple romain. »
Si on ne dispose que de très peu d’informations textuelles sur les Riedones, leur capitale est quasiment inconnue dans sa période qui précède les invasions romaines de la Gaule. Claude Ptolémée (100 - 168 ap. J.-C.) mentionne la cité mais la place au bord du Liger (c’est-à-dire de la Loire) : « Au-dessous de ceux-ci, sur les bords du Liger, les Rheedones [sic], dont la ville est Condate. ».
On suppose qu’un développement initial de la ville s’opère au Ier siècle, on la rattache alors au reste du réseau de communication de l’Empire romain. Ce moment d'urbanisation intense fait suite à la visite d’Auguste au début de son règne entre 10 et 15 av. J.-C. à Lugdunum. Cette date marque une grande période d’urbanisation et signe le rattachement des trois Gaules impériales et de la Gaule sénatoriale au reste de l’Empire.
Condate est également choisie par sa capacité d’adaptation à l’urbanisme romain, qui préfère peu de reliefs. De plus, elle est implantée sur un site sans grande occupation, dont les plus anciennes traces sont un lot de céramiques gauloises (IVe et IIIe siècles av. J.-C.) trouvées dans un fossé d’enclos romain. Cela n’empêche pas un fort déboisement suivi d’un nivellement du sol et d’un épandage de cailloux sur une centaine d’hectares au moment de la fondation de la ville, à la fin du Ier siècle av. J.-C..
Dans les années 40 apr. J.-C., au moment de la Pax Romana, les chaussées sont même réaménagées afin de les rendre plus durables. À ce moment sont également aménagés des caniveaux coffrés en bois, des chemins et des palissades.
Après la conquête romaine, Condate Riedonum devint le chef-lieu de civitas. Son nom est porté sur l'itinéraire d'Antonin et la table de Peutinger. La Pax Romana des deux premiers siècles de notre ère permet le développement de la ville. Les tensions au sein de l'Empire romain aux IIIe et IVe siècles. se répercutent sur l’économie et l’expansion de la ville réduite désormais à un noyau.

### Période médiévale
La ville devient chrétienne aux alentours des VIe – VIIe siècles. La création d’un évêché à Rennes engendre la multiplication des implantations monastiques : christianisation des nécropoles et construction de lieux de culte (église Saint-Martin-des-Vignes, abbaye Saint-Melaine).

## Topographie
Peu de temps après son implantation, la cité de Condate s'est rapidement imposée comme le chef-lieu du territoire des Riedones. En tant que chef-lieu elle devait se relier aux cités voisines par l'intermédiaire de voies routières. Cette liaison devait ainsi faciliter de la circulation des personnes et des marchandises entre les différentes cités du territoire et Condate. Par conséquent, un important réseau routier s'est rapidement développé depuis la cité.
L'implantation de la cité de Condate ne s'est pas faite par hasard. En effet, comme c'est le cas de bien de chefs-lieux armoricains, Condate n'est pas située au centre de son territoire. Elle est située dans la partie sud-ouest. Ce choix s'est opéré selon la topographie du site, qui offre de nombreux avantages pour le développement d'une zone urbaine.
D'abord, Condate se situe au centre d’un vaste bassin sédimentaire alimenté par les cours d'eau de l'Ille et de la Vilaine. Ce dernier offre donc à la ville un accès à l'eau, aux ressources aquatiques relatives, ainsi qu'à une voie de navigation fluviale. L'absence de reliefs marqués au niveau des terres avoisinant les cours d'eau semblait propice au développement de l'agriculture. Mais cela n'a pas été le cas, car elles étaient très souvent inondées. Bien que ces inondations aient été un frein pour les activités agricoles et l'expansion de la cité, elles ont tout de même été un avantage considérable, puisqu'elles ont servi d'obstacle aux ennemis arrivant sur Condate.
Ensuite, la cité elle-même se trouve sur un site assez escarpé, ce qui la rend difficilement accessible. Cependant, il faut nuancer la notion d'accessibilité, car Condate avait l'avantage d'être implantée selon une configuration en terrasses, c'est-à-dire que le site présente des zones planes, appelées plateaux. Les aménagements urbains se sont donc servis de cette configuration spécifique pour se développer. Grâce à ces plateaux, la cité était un peu plus facile d'accès et praticable.
Enfin, l'emplacement escarpé de Condate lui offrait une position dominante car on pouvait l'apercevoir plusieurs centaines de mètres avant d'y pénétrer. Ce rôle dominant s'accordait tout à fait à son statut de chef-lieu qui devait s'imposer face aux autres cités du territoire.

## Urbanisme

### Organisation de la ville
Les archéologues s'accordent pour dire que la création de Condate s’est faite ex nihilo. Elle se positionne sur la liste des territoires conquis et aménagés sous l’empereur Auguste. Cependant, quelques indices laissent penser qu’une présence militaire serait à l’origine de l’urbanisme de la ville. Les fouilles menées par l'INRAP révèlent un phénomène de dégagement du terrain sur une superficie de 90 hectares.

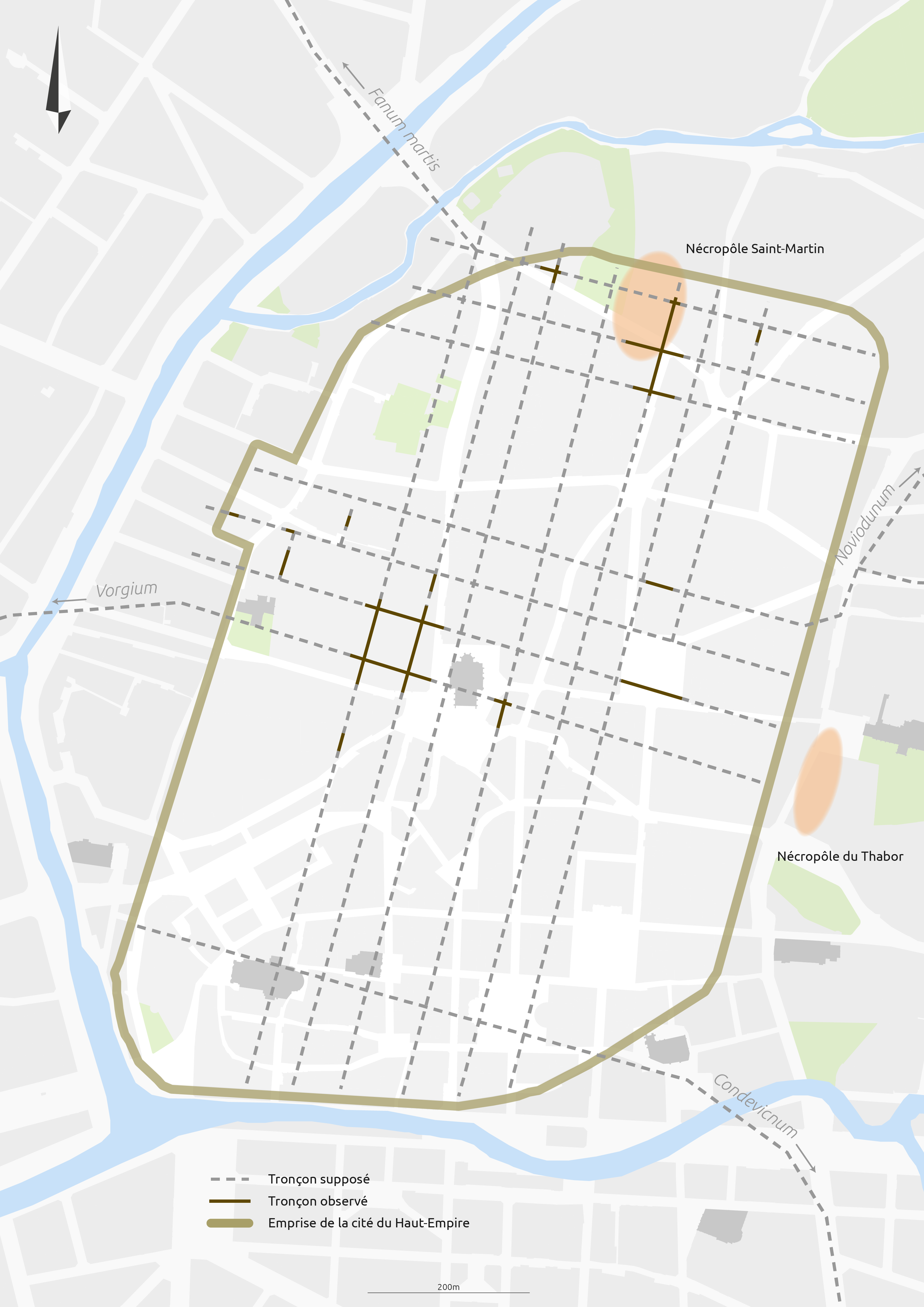
Limites de la ville antique de Condate Riedonum, traversée par les cardines et les decumani.

Les fouilles du couvent des Jacobins et de la place Sainte-Anne, notamment entre 2012 et 2014, ont montré une structuration importante de l'espace urbain de Condate. Cet espace pourrait être, comme à l'heure actuelle, le centre urbain, le cœur de la cité. Les archéologues y ont retrouvé les fondations des habitations les plus anciennes ainsi que beaucoup de vestiges. Il demeure aussi des édifices indiquant une vie publique, politique et commerciale à Condate. Le plus grand carrefour entre le cardo et le decumanus, les deux axes routiers majeurs, a été identifié et questionne l'existence d'un centre monumental. On y trouve une fosse qui, pour le moment, n'est pas encore identifiée pour un usage en particulier. Il est possible qu'elle soit une fondation pour un monument ou bien une fosse de plantation. Dans les deux cas, les fouilles ont mis au jour le potentiel centre de la ville et l'implantation supposée de celle-ci.
La ville est rapidement délimitée par un cardo (un axe nord-sud) et un ensemble de chaussées qui définissent des ilots dans lesquels se développent des quartiers. Les fouilles du 3-5 rue de Saint-Malo ont découvert la rue la plus imposante de Condate. Sa taille et son emplacement stratégique, proche du cœur supposé de la ville du Bas-Empire, laissent à croire qu'il s'agit du premier cardo de Condate. De plus, de l’ancien Hôpital militaire Ambroise-Paré on observe trois chemins du début du Ier siècle qui partent pour rejoindre la ville. Le rapport du SRA de l’hôpital militaire Ambroise-Paré suppose que celles-ci ont pu être aménagées lors des premières phases d’urbanisation de la ville. Ces premières chaussées mesurent entre 20 et 26 pieds romains (entre 6 et 7,6 m). Elles sont typiques des chaussées armoricaines, à Rennes. Trois sont datées du début du Ier siècle : la rue trouvée au 3-5 rue de Saint-Malo, la rue trouvée sur le site de la ZAC Saint-Malo-Ille et l’axe est-ouest partant du site de l’ancien hôpital militaire Ambroise-Paré.
Les six autres rues retrouvées à Rennes sont plus tardives et possèdent une largeur moins importante (10 pieds pour la plupart). Moins empruntées, elles desservaient des axes de moindre importance. À l’instar des autres centres urbains de la Bretagne armoricaine, les rues les plus larges et les plus importantes sont celles qui ont été construites en premier afin de créer un espace de circulation rationnel au sein de la cité.

### Insertion desvillaegallo-romaines dans le bassin de Condate
Condate est relié à de nombreuses implantations rurales dans une ceinture de 10 kilomètres, notamment par les voies de communication dites secondaires, ainsi que par les nœuds que forment les bourgades. Les échanges économiques sont réalisés par la vente sur les marchés des productions des villae alentour telles que celles de La Guyomerais ou de Cesson-Sévigné.

## Architecture

### Architecture romaine
Au Ier siècle, les habitations sont encore modestes, comme le décrit Gaétan le Cloirec : il s’agit de « baraquements en pans de bois, généralement allongés et divisés en plusieurs pièces qui peuvent être juxtaposées en bord de rue », de plain-pied et à la couverture en bardeaux de bois. À l'exception de certains sites à activité métallurgique (3-5 rue de Saint-Malo, couvent des Jacobins, place de la Visitation) ou céramique (ancien hôpital militaire Ambroise Paré), les espaces de travail et d'habitation sont alors distincts. Le règne d'Auguste occasionne néanmoins l'érection de grands bâtiments publics maçonnés.
Les premières traces de cette utilisation lithique s’observent dans les constructions de maisons avec solins en pierre pour supporter une élévation en bois. Le développement urbain connait une expansion telle que certains quartiers artisanaux sont détruits et noyés sous les nouvelles habitations. Ce phénomène a été observé sur les fours du site de l'ancien hôpital militaire Ambroise Paré. Retrouvés en fouille, les analyses scientifiques ont permis de dater l'arrêt de leur utilisation au milieu du Ier siècle avant qu'ils soient recouverts par des unités d'habitations. Modestes dans un premier temps (par exemple l'unité d'habitation A sur le site de l'ancien hôpital militaire Ambroise Paré) elles seront plus imposantes par la suite (à l'image de l'unité Q de l'ancien hôpital militaire Ambroise Paré).
Dès la seconde moitié du Ier siècle, on observe une consolidation des bâtiments, notamment la bétonisation des sols (ou l'application d'une couche de terre battue ou chape de mortier pour les bâtiments plus sommaires), qui sont ensuite recouverts de plancher. Les édifices datant de cette époque sont alors très différents les uns des autres, témoignant de l'existence de différences sociales. Enfin, au IIIe siècle, les édifices à plusieurs niveaux se multiplient: il s'agit de « grandes demeures, vastes entrepôts et de larges galeries commerciales [construits] à la place des petites boutiques et ateliers métallurgiques des Ier et IIe siècles ».

### Exemple de la place Hoche

#### Le Campus de la place Hoche
Les vestiges archéologiques antiques des différents secteurs du Campus de la place Hoche sont divisés chronologiquement en quatre périodes allant de la fin du Ier siècle av. J.-C. à l’abandon du site antique débutant au milieu du IIIe siècle et s'étalant jusque vers 275.
La période I s’étend de la fin du Ier siècle av. J.-C. au début du Ier siècle. Elle voit les premières traces d’occupation du site dont on retrouve essentiellement des fossés notamment à profil en V. Ceux-ci ont pu délimiter des parcelles ou des enclos. Un premier état a été modifié au début du Ier siècle quand le fossé en V d’une grande esplanade a été comblé pour niveler l’espace. L’état 2 a connu des fossés plus petits et peu profonds, surtout situés à la limite entre le règne d’Auguste (27 av. J.-C. - 14 apr. J.-C.) et celui de Tibère (14 apr. J.-C. - 37 apr. J.-C.). On retrouve relativement peu de traces de la période I. Les aménagements de terrain étaient sommaires avec des occupations humaines assez proches et utilisées sur une période plutôt courte. On note cependant qu’elle pose les bases des installations antiques suivantes puisque ces dernières reprennent l’orientation générale des structures de cette première période.
La période II correspond à la première moitié du Ier siècle. Les fossés de la période I ont été comblés dans un premier temps. C’est vraisemblablement à partir du règne de Tibère que l’occupation structurée du site commence à s’organiser autour de constructions légères. Il s’agissait probablement de cabanes à pans de bois et parois d’argile, avec une couverture faite de végétaux. Les parois étaient montées directement sur des sablières basses (retrouvées en fouille semi-enterrées) sans poteaux plantés. De grandes zones d’épandage de déchets d’occupation révèlent qu’il s’agissait d’une zone d’habitation. Cependant, les quelques traces de sol aménagé retrouvées laissent penser que les populations installées étaient nouvelles. Elles se seraient implantées dans la ville naissante. De plus, certaines sablières basses ne sont pas reliées à des structures et étaient probablement des palissades antérieures. Elles sont des éléments qui caractérisent les débuts de structuration de l’espace dans certaines villes.
La période III va du milieu du Ier siècle (vers les dernières années du règne de Claude) à la fin du Ier siècle. Les habitations assez modestes s’organisent plus et s’étendent sur de nouvelles zones remblayées mais toujours en gardant l’orientation de la période I. Au début de la période III, quelques bâtiments sont encore sur sablières basses. Cependant, la plupart ont des solins de fondation (ici surtout en schiste) parfois sommaires. Quelques bâtiments (B2 et B3), d’abord sur sablières basses, ne se sont dotés de solins de fondation que dans leurs derniers états, les sablières basses reposaient alors sur eux. L’architecture est faite de pans de bois associés à du clayonnage. Certaines constructions ont des parois en terre plus épaisses, les solins sont alors plus larges. On a retrouvé plus de traces du sol qu’auparavant. Parfois il est bétonné dans la salle principale mais les annexes et certains extérieurs sont recouverts de gravillons.
La période IV commence à la fin du Ier siècle et se termine lors de l’abandon du site antique entre le milieu du IIIe siècle et 275. Il est difficile d’établir une chronologie précise de cette période. En effet, les restes sont très mal conservés, parfois absents à cause des arasements et des constructions post-antiques. Malgré ces fragmentations, des fondations profondes ont été découvertes et suggèrent des bâtiments de grande taille avec une maçonnerie assez élaborée, ils donnaient probablement sur une rue. Des traces de mortier de chaux ainsi que la largeur des fondations font penser à une élévation haute, un étage ou un mur-bahut, de certaines zones de ces bâtiments. D’autres bâtiments plus petits n’étaient pas desservis par la voirie principale.
La période post-antique débute avec une longue phase d’abandon. Des fossés et structures fossoyées ont été mis au jour sans pouvoir les dater plus précisément. En 1621, un couvent carmélite a été construit et des modifications ont été apportées ensuite. En 1819, les Dames de l’Adoration occupent les lieux qui deviennent le « Grand séminaire diocésain ». Ce dernier existe au moins jusqu’en 1852. Après cela, une nouvelle construction pour les religieuses a été édifiée d’après un plan de 1881.

#### Le parking de la place Hoche
Peu d’informations sont données sur l’architecture des bâtiments du parking de la place Hoche mais certains faits recoupent l’évolution identifiée au Campus de la place Hoche. Il faut noter que ce site a connu une importante activité de sidérurgie. Le phasage du site est fait en cinq étapes sans compter les périodes protohistorique et post-antique. La zone a connu une occupation protohistorique (deux datations ont été données pour des éléments du site : les fourchettes 838 - 544 av. J.-C. et 413 - 251 av. J.-C.).
Lors de la phase I, des fossés (notamment en V) ont été découverts. Ils sont datées vers 10 à 40, vers le règne de Tibère, époque à laquelle ce secteur est petit à petit occupé. Peu d’éléments montrent l’urbanisation du site.
La phase II révèle une urbanisation assez dense probablement réalisée en un seul jet, assez bien organisée, suivant l’orientation de la phase I. Les sols sont faits de lentilles d’argile jaune sableuse provenant de la Vilaine, le plus souvent avec un foyer. C’étaient probablement des habitations (ou peut-être le lieu d’un artisanat léger) supposément en architecture légère. Les matériaux étaient la pierre et le bois, avec des murs en torchis et clayonnage (comme c’est souvent le cas sur les sites rennais) reposant sur des sablières basses à même le sol sans poteaux. Cette période va probablement de la fin du règne de Tibère (37 apr. J.-C.) à 70 apr. J.-C..
La phase III (70 - 120) voit l’apparition des solins de fondation en schiste (encore sommaires et posés à même le sol) avec un sol en argile jaune ou en argile battue. Les structures sont comparables à l’époque précédente, faites de terre et de bois, la plupart sont encore sur sablières basses.

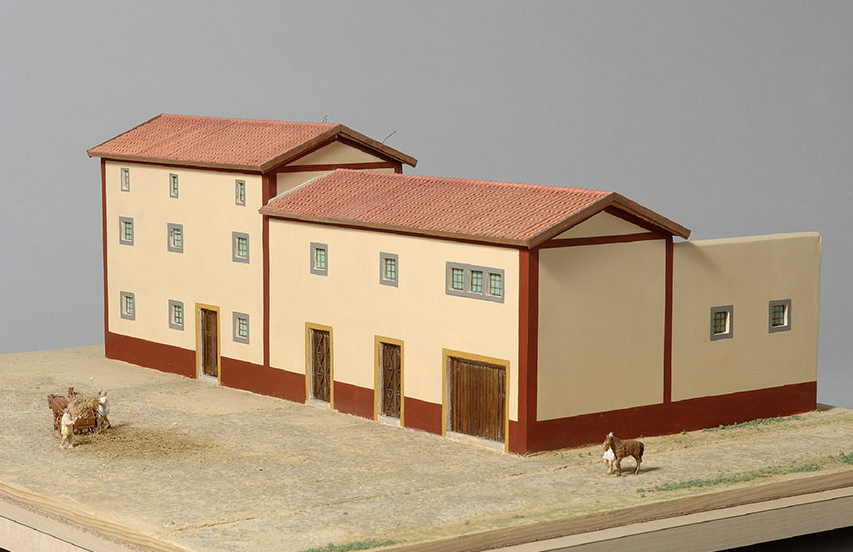
Maquette représentant une maison dite « mixte », IIIe siècle, phase V (fouilles du parking de la place Hoche).

Les constructions de la phase IV (vers 120 à 180) présentent des solins en schiste et des sols en argile battue. Une grande construction d’au moins trois pièces avait un radier en pierraille de schiste avec une maçonnerie au mortier, son élévation était probablement en terre et bois.
Lors de la phase V des reprises de maçonneries sont effectuées. Des fondations à partir de solins ou de radiers sont réalisées mais des constructions légères existent toujours. On sait que l’une des ailes d’un grand bâtiment comporte six salles en enfilade avec au moins une partie comportant un étage. Cette phase dure du milieu du IIe siècle à l’abandon du site débutant vers le milieu du IIIe siècle et allant jusque vers 275.
À la suite de cela, une période d’abandon laisse le site inoccupé au moins jusqu’au XVe siècle et surtout jusqu’au XVIIe siècle avec l’aménagement du couvent des Carmélites.

#### Les signes de confort
Lors de la fouille du Campus de la place Hoche, des sols bétonnés et gravillonnés ont été découverts appartenant à la période III. Cela montre un souci de salubrité et peut-être même de confort. De plus, l’apparition à cette période d’aménagements précis comme la citerne témoignent d’un certain confort, en ce cas pour l’approvisionnement en eau. Plus clairement, les commodités prises par les locaux sont visibles dans des traces de décor intérieur : des enduits peints et des placages en pierre, mais aussi par des aménagements supposés pour l’alimentation en eau. Ces trois éléments ont été retrouvés dans les strates correspondant à la période IV. Ce sont des témoins d’une aisance matérielle permettant aux habitants d’investir de l'argent et du temps dans autre chose que des installations uniquement utilitaires. Néanmoins, ce n’est pas le cas de toutes les constructions.
Concernant la circulation de l'eau, des puits sont attestés sur le parking de la place Hoche, dès la phase II (vers 37 - 70). La fouille a révélé dans le quart nord ouest un dispositif enterré fait de trois structures servant à épandre les eaux usées. Lors de la phase III, vers 70 - 120, un grand bâtiment (402) de 80 m² semble avoir eu une canalisation d’évacuation des eaux usées. Par ailleurs, il semblait s’agir d’un habitat assez cossu. De fait, le sol était un terrazzo (aussi dit granito) de fragments de panse d'amphores à pâte blanchâtre ou rosée et de plaquettes de schiste bleuté, le tout noyé dans un mortier de chaux. Sa conception était très soignée. La phase V (du milieu du IIe siècle au milieu du IIIe siècle voire 275) quant à elle, a livré des fragments d’enduits peints probablement issus d’une petite domus urbaine. Le jardin de cette dernière comportait un aménagement ou peut-être même un bassin de bois. Un dispositif d’évacuation des eaux de pluie a aussi été retrouvé, avec un système de franchissement de voirie pour ne pas déranger la circulation.

### Les remparts de Rennes

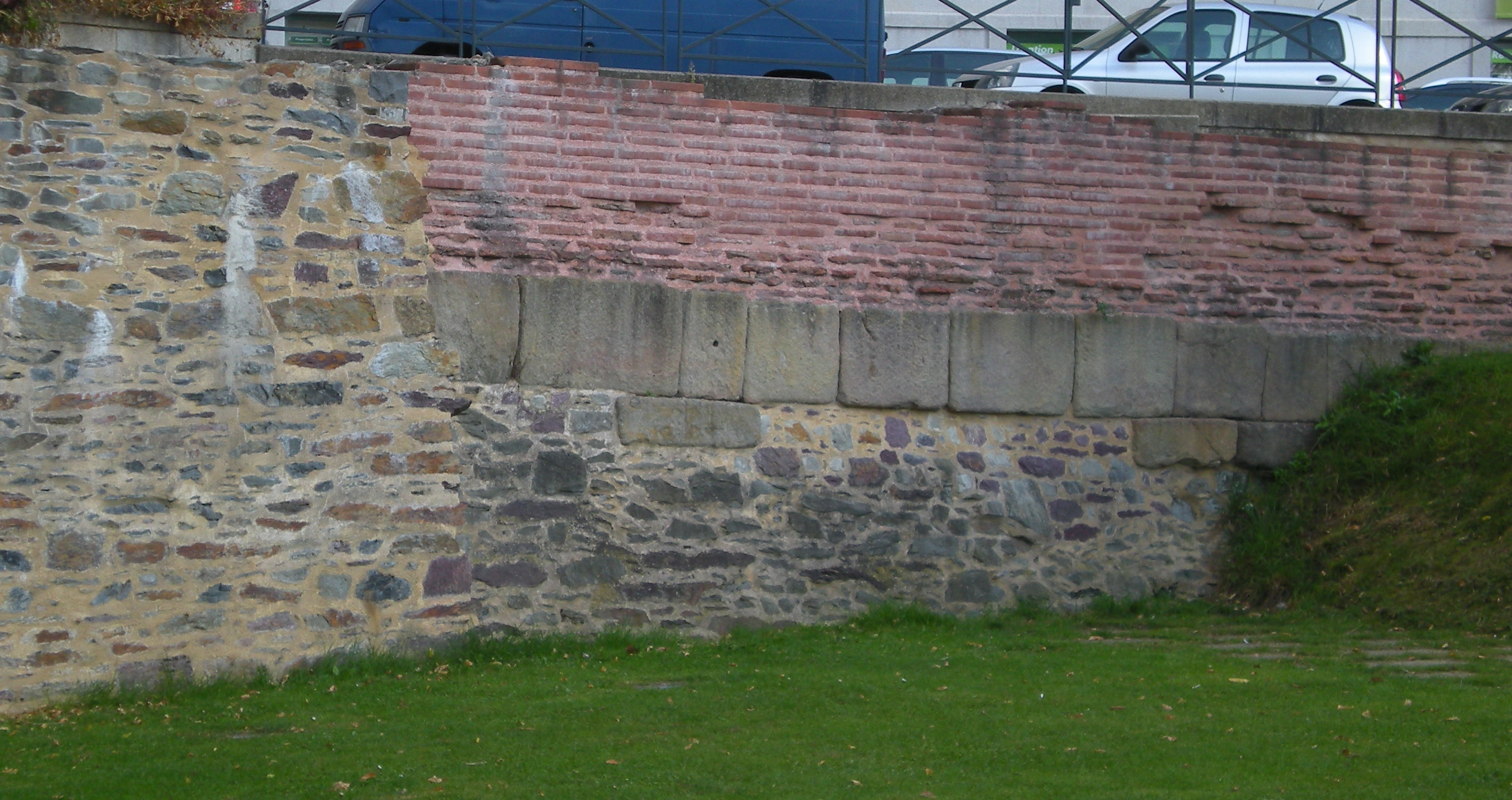
Un pan de la muraille romaine.

La seconde moitié du IIIe siècle voit apparaître une crise économique et politique : 
« Les invasions barbares, bagaudes (soulèvements de populations ruinées, de déserteurs et de brigands), des épidémies et des famines ont conduit à la désertification de nombreux secteurs de la ville. »
En réaction, à la fin de crise, une muraille de fortification est érigée. Le but est de célébrer et mettre en évidence le calme retrouvé. Dans cette veine, la face externe du mur est décorée : les briques et les moellons sont par endroits disposés en arête de poisson, en d’autres endroits des pierres blanches forment des motifs de losange ou de triangle.
Les composants de cette muraille sont divers. Les fondations révèlent un réemploi d'éléments architecturaux, comme les inscriptions du temple de Mars Mullo, des bornes miliaires, mais également des éléments provenant de bâtiments abandonnés ou de constructions rasées. Ces dernières ont par ailleurs été rasées en vue du projet. La muraille en elle-même se compose d'une alternance de trois lits de briques avec trois moellons de pierre sur un soubassement en briques allant jusqu’à 1,60 m de haut.
Jusqu'au XVe siècle, la muraille reste le « principal outil défensif » de la ville.

## Influence romaine

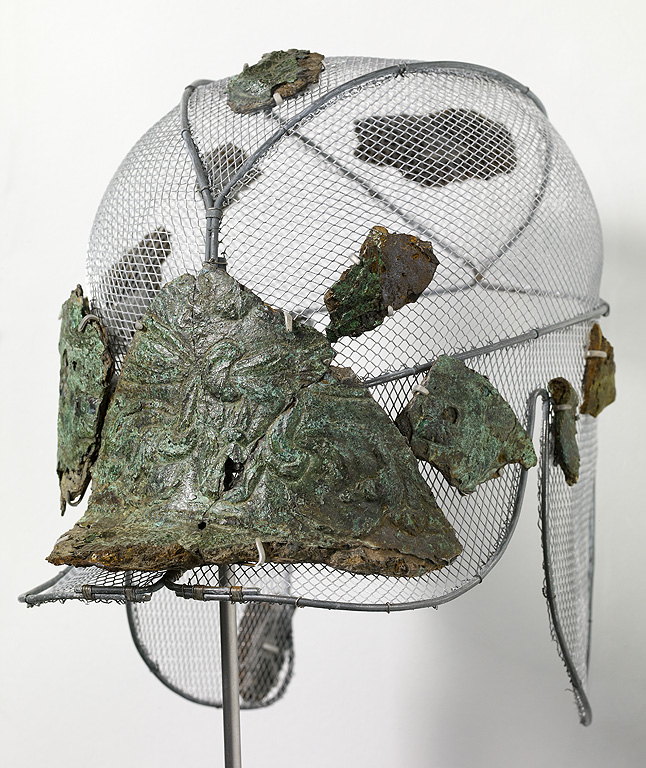
Casque fragmentaire découvert lors de la fouille des 42-48 rue de Saint-Malo en 1987.

À l'heure actuelle, les archéologues et les historiens ont découvert de nombreux objets militaires ou qui s'apparentent à en être. Toutefois, encore aujourd'hui, la provenance et le contexte d'utilisation de ces objets reste assez flou. Ces interrogations ont poussé les spécialistes à se demander si cette présence militaire à Condate avait bien existé. Plusieurs recherches ont été menées sur ce sujet et sur les objets découverts. Voici quelques exemples qui témoignent de ces études.
Dans un premier lieu, bien que le corpus d'objets militaires soit assez restreint, les pièces qu'il présente sont de très bonne qualité. Parmi ces objets, on a retrouvé des morceaux d’un casque de cavalerie. Faits de fer recouvert d’un alliage cuivreux, ils correspondent respectivement à des parties du timbre, du couvre-oreille et d’un couvre joue articulé. Malgré l'aspect lacunaire de cet objet, on peut identifier, grâce aux parties dont on dispose, qu'il s'agit d'un casque de type Weiler, alors en usage dans la cavalerie au début du Ier siècle. La singularité et la préciosité de cette pièce soulèvent chez les spécialistes de nombreuses interrogations concernant son origine. Pour l'heure, deux hypothèses sont émises concernant la provenance du casque. La première est qu'il proviendrait d'une sépulture d'un haut gradé de l'armée romaine qui serait mort à Condate. La deuxième vient se lier à la forte activité artisanale de la cité. En effet, le casque pourrait être issu d'un lot d'objets déposés dans une zone du quartier artisanal en vue d'une réparation.
Par ailleurs, ce quartier artisanal contient un certain corpus d'armes, potentiels vestiges de l'activité militaire de Condate. Ainsi, lors des fouilles menées au couvent des Jacobins, des fragments d'armes offensives ont été mises au jour. Dans l'un des ateliers métallurgiques de la cité, les archéologues ont découvert un glaive en parfait état de conservation. Ses caractéristiques, à savoir une longue lame étroite à double tranchant à pointe effilée se terminant par une soie repliée, démontrent qu'il s'agit d'un glaive de type Pompei. Cette découverte appuie la seconde hypothèse précédemment exposée, puisqu'il semblerait que cette arme ait été confiée à l'atelier de métallurgie pour être réparée ou refondue.

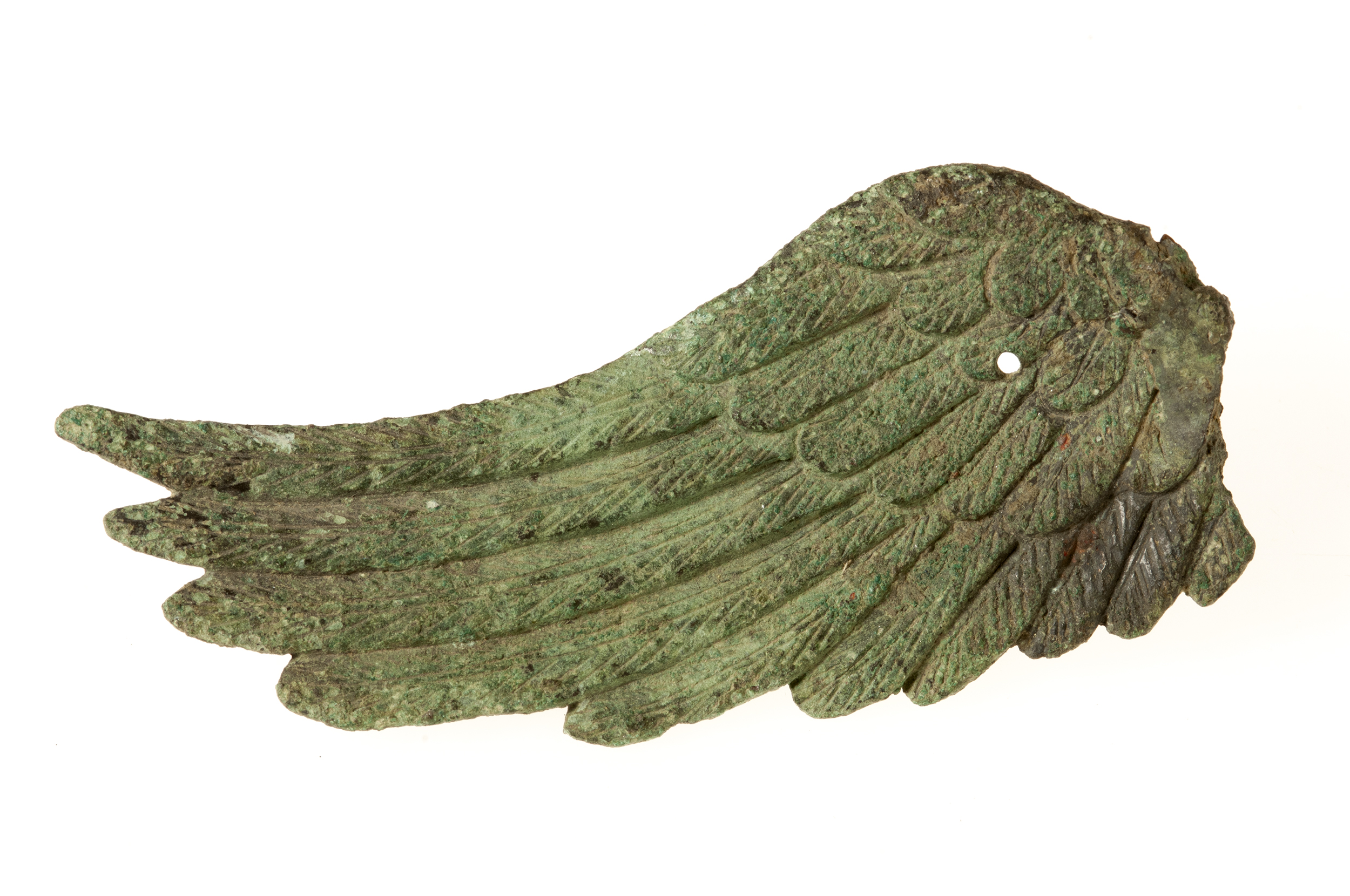
Aile droite d'une statuette de Victoire découverte rue Hoche.

Un dernier ensemble d'objets variés ayant une portée plus symbolique vient renforcer l'hypothèse d'une très probable présence militaire à Condate. Parmi ces objets, on identifie une aile de Victoire découverte en 1963, rue Hoche. Cette aile était rattachée à une statuette incarnant la victoire militaire. Ce lot d'objets dévoile également « trois épées miniatures, trois boucliers miniatures et trois hachettes votives ». Même si pour l'heure il est difficile de retrouver avec exactitude la provenance et l'utilisation de ces pièces, il est certain qu'elles étaient associées à des pratiques cultuelles.

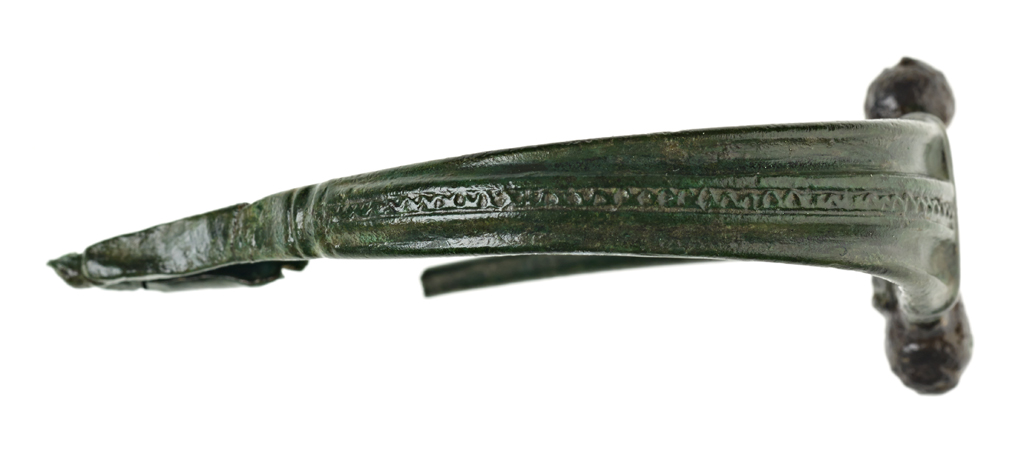
Fibule de type Aucissa découverte sur le site de l'hôpital militaire Ambroise Paré.

Enfin, au cours des différentes fouilles, les archéologues ont mis au jour de nombreuses fibules de type Aucissa. Si elles ne peuvent pas être directement attribuées à des militaires, elles rappellent cependant l'engouement pour ce modèle dont les soldats faisaient preuve.
Ainsi, l'ensemble de cet inventaire montre qu'on ne peut réfuter une présence militaire à Condate. Même si les spécialistes ne s'accordent pas totalement sur le sujet, il y eut dans la cité, à un moment donné, des soldats et des dignitaires de l'armée romaine. Toutefois, il est encore difficile de dire quelles étaient exactement leurs actions, et la durée durant laquelle ils se sont établis dans la ville.

## Importations

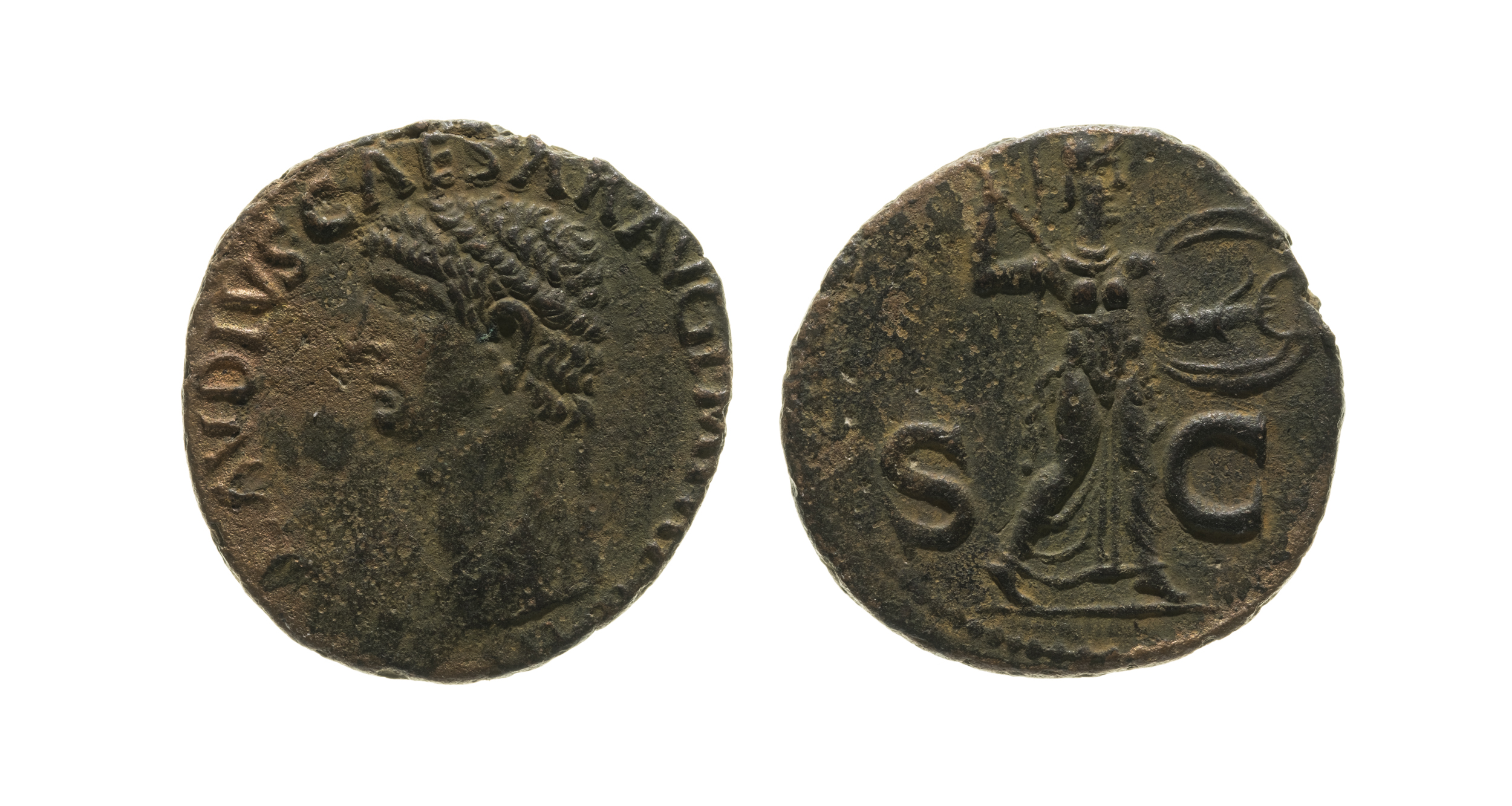
Copie d'un as de Claude, musée de Bretagne.

Condate a connu durant la période gallo-romaine une grande renommée et un rôle de carrefour économique et culturel majeur. Divers objets retrouvés lors des fouilles à Rennes et dans ses environs témoignent de cette aura par leur provenance lointaine. Ces échanges perdurent durant plusieurs siècles. C’est le cas notamment pour les monnaies : le musée de Bretagne conserve un as de Nîmes reconnaissable au crocodile représenté sur son revers ou encore un as de Claude réalisé à Rome.
Les monnaies d’origine romaine devaient être bien connues des habitants de Condate puisqu’au Ier siècle, des faussaires ont copié les as de Claude dans des ateliers locaux pour faire face à une pénurie de bronze.

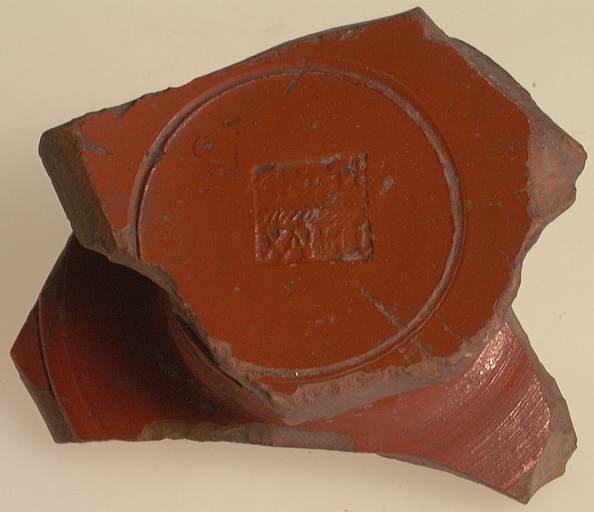
Fragment de sigillée retrouvé à Corseul, portant l'inscription du potier italien Ateius Xanthus.

Par ailleurs, des céramiques provenant des autres régions de l’Empire romain ont été retrouvées durant les différentes fouilles de Rennes comme des fragments de sigillées de Gaule du centre ou encore d’Italie. Un de ces fragments, retrouvé sur le site de Corseul dans les Côtes d'Armor, est particulièrement intéressant : il comporte un timbre de potier qui permet d’identifier son artisan comme un certain Ateius Xanthus, potier connu en Italie durant la première moitié du Ier siècle de notre ère.
Une autre preuve de l’aspect cosmopolite de la région de Condate est la découverte au sein de la villa de la Guyomerais, à 7 km au Sud de la cité, d’un fragment d’amphore portant une inscription en grec. On pourrait penser qu’il s’agit d’une importation, pourtant la céramique est locale. Ce n’est pas le potier qui aurait écrit cette inscription mais un employé de la villa, hellénophone donc, peut-être en raison de son origine ou des goûts de son maître.
Enfin, les Riedones adoptent en partie la religion gréco-romaine : des statuettes des dieux Hercule, Jupiter ou encore Harpocrate ont été retrouvées à Rennes ou dans les environs et témoignent de la romanisation de certains habitants de la région.

## Cultes

### Cultes païens
Avant la officialisation du christianisme au IVe siècle apr. J.-C., ce sont les cultes païens qui dominent le paysage religieux dans l’ensemble de l’Empire romain. Les fidèles de ces cultes vénèrent plusieurs divinités et leur dédient des temples ainsi que des évènements annuels.
Lors des différentes fouilles menées à Condate, plusieurs découvertes relatives aux cultes païens ont été relatées. Une partie d’entre elles porte sur les divers temples de la cité. Ces derniers rythmaient la vie religieuse des habitants de la cité. Certains étaient plus grands que d'autres, tandis qu'une ou plusieurs divinités pouvaient être honorées au sein d'un même temple. Le temple qui semblerait être le plus important de la ville a été découvert grâce à des inscriptions religieuses sur des bases de statues en 1868, 1896 et 1968. Elles nous renseignent sur l’existence d’un sanctuaire public qui abritait la divinité patronne des Riedones, à savoir Mars Mullo,. Le sanctuaire était également dédié au culte impérial. Les divinités patronnes des pagi (subdivisions territoriales de la cité) y étaient aussi honorées. Même si ces inscriptions mettent en évidence l'existence de ce temple, elles ne permettent pas de savoir sa date d'édification. Ensuite, comme c'était le cas dans d'autres cités romaines, il semblerait que ce temple ne soit pas une construction isolée, mais qu'il s'intègre dans un complexe religieux comprenant plusieurs bâtiments et espaces voués aux cultes des divinités. Les fouilles de la Cochardière ont justement révélé l'existence d'un vaste complexe dans la zone où se trouve le principal.

### Objets religieux

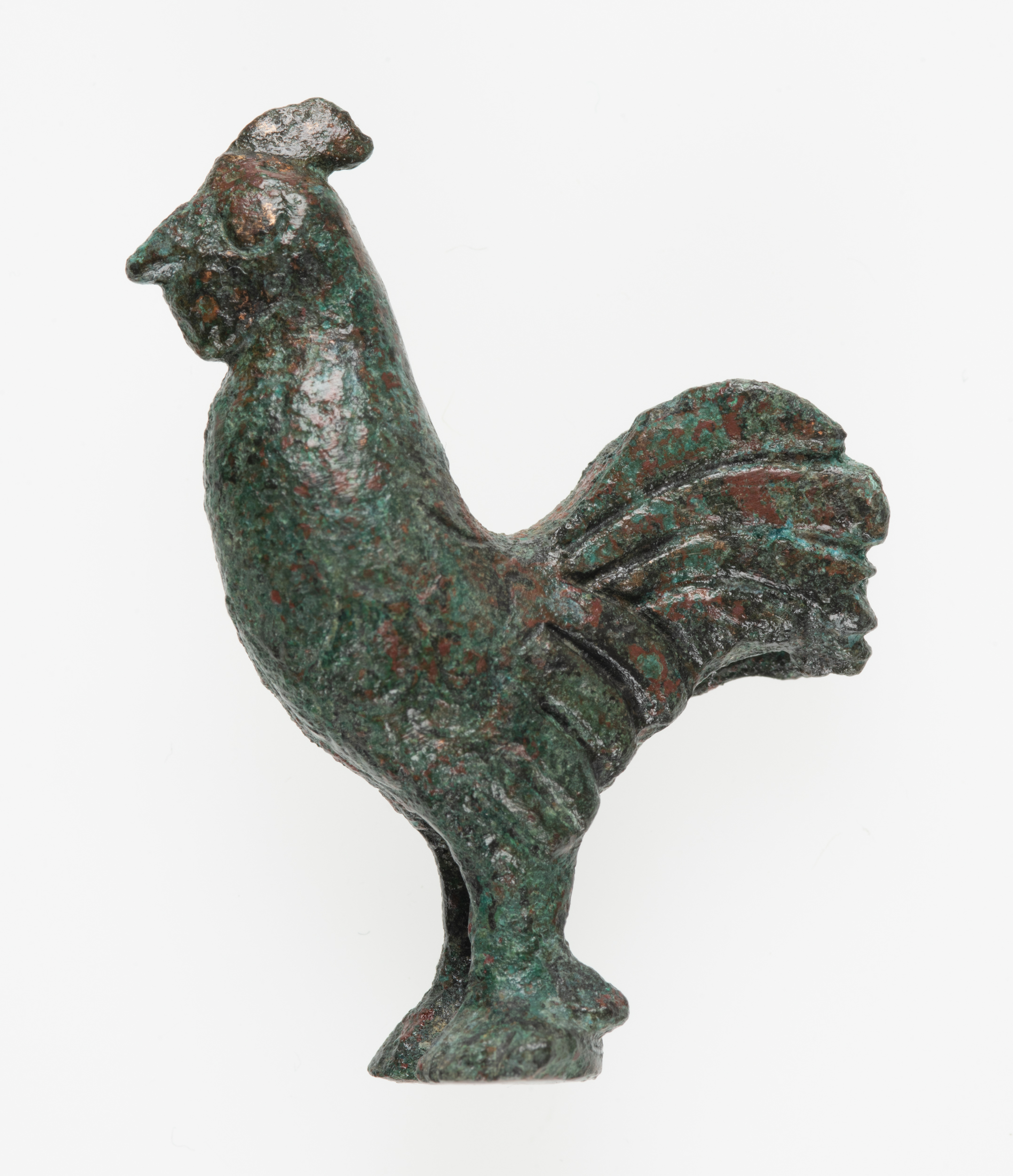
Statuette de coq issue de la fouille du couvent des Jacobins en 2011.

La présence de temples transparaît grâce de nombreux objets religieux accompagnant les rituels et les fidèles. En effet, au cours des différentes fouilles, les archéologues ont pu exhumer plusieurs pièces religieuses. Par exemple, il a été découvert conjointement et dans la même zone une statuette de coq et une statuette de bouc en alliage cuivreux, qui seraient des évocations d'une dévotion à Mercure. Leur trouvaille près d'un temple « quadrangulaire, de 9 mètres de long, flanqué d'un escalier », sur podium, semble attribuer ce bâtiment, situé au nord du couvent des Jacobins, au culte de Mercure.
Comme vu précédemment, Mercure n'est pas la seule divinité qu'honoraient les Riedones. Certaines statuettes illustrent l'existence d'autres divinités, comme Vénus (deux statuettes de Vénus découvertes sur le site du parking Hoche) et des divinités protectrices (restes retrouvés dans plusieurs vestiges de temples). Le nombre conséquent de restes de statuettes de divinités protectrices montre qu'elles étaient très honorées. En effet, cela peut s'expliquer par le fait qu'elles concernent directement le quotidien des habitants. Elles avaient pour fonction de les protéger dans la vie de tous les jours mais aussi dans les moments importants.

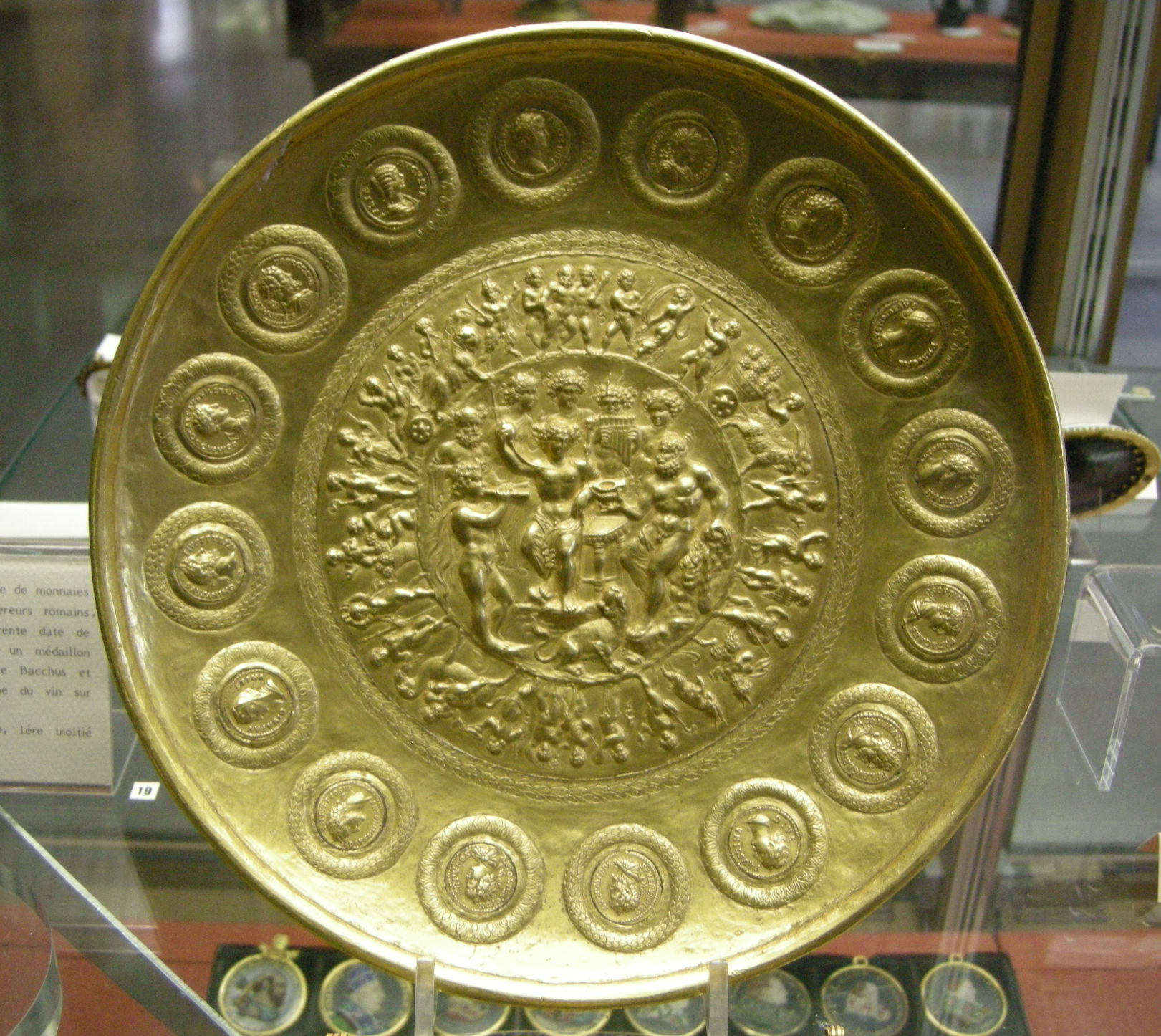
Patère en or, IIIe siècle, découverte à Rennes, exposée au Département des Monnaies, médailles et antiques de la Bibliothèque nationale de France.

D’autres objets témoignent des pratiques religieuses des habitants de Condate. Une des découvertes les plus remarquables est sans doute la patère en or mise au jour au XVIIIe siècle. Le fond représente une scène de bacchanales : Bacchus et Hercule s’enivrent, entourés de divers personnages, dont Pan et Silène. Le dieu Pan se retrouve également sur le manche d'un couteau en ivoire découvert en 1995 lors des fouilles de la rue de Saint-Malo,. Notons également la découverte rue Hoche, dans les années 1960, d'un fragment d’aile en bronze qui appartenait très probablement à une statuette de Victoire.

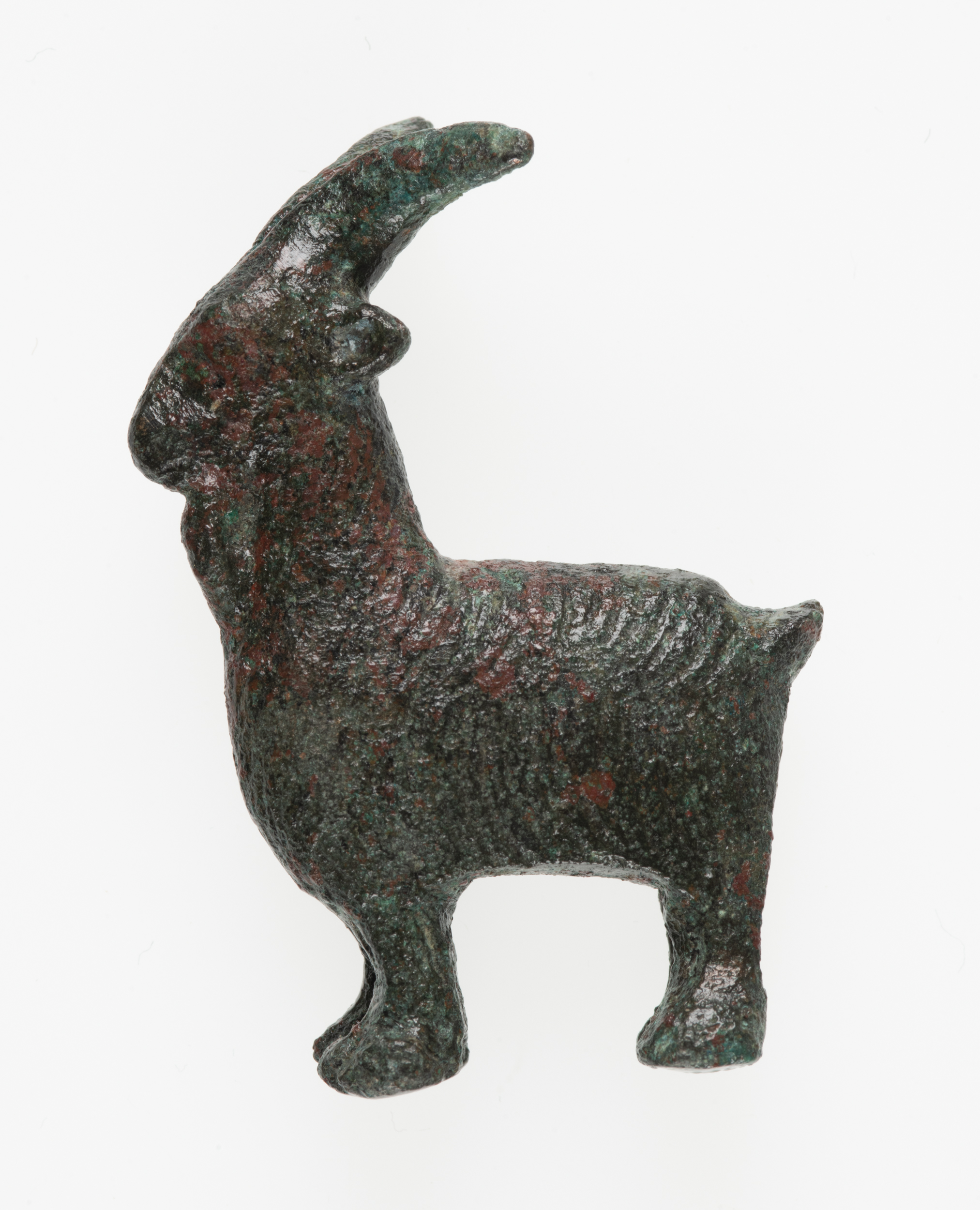
Statuette de bélier (avant) issue de la fouille du couvent des Jacobins en 2011.

Une figurine fragmentaire, découverte sur le site de la Visitation en 2004, pourrait également représenter le dieu Sucellus. D'autres objets en lien avec la religion ont été trouvés sur le site de la Visitation : il s'agit de deux maquettes de temple (tholos), d'environ 1,50 mètre de haut et 40 cm de diamètre. Réutilisées dans le sol d’un bâtiment du IIIe siècle, ces objets étaient sans doute des éléments de décoration placés dans le jardin d’une domus. En possédant ces objets, qui accueillaient probablement une figure de divinité, les habitants de la domus consolidaient ainsi leurs croyances et dévotion.
Enfin, un dernier témoin des pratiques cultuelles à Condate pourrait être la découverte de ce qui semble être des traces d'offrandes ou de rituels domestiques. En effet, la fouille de plusieurs sites archéologiques, dont principalement celui de la place Hoche, a mis au jour des récipients renfermant des ossements d'animaux. Il s'agit d'une découverte rare sur le territoire de  l'Empire Romain. La majorité de ces dépôts d’offrande de viande découpée, datés vers les Ier et IIe siècles, était située dans des jardins ou des cours intérieures. Ces éléments font penser aux archéologues que ces dépôts feraient partie de rituels religieux domestiques.

### Monde funéraire
La cité de Condate, au début de l’époque romaine, suit les traditions romaines funéraires. Il est alors d'usage, dans l'Empire, d'incinérer les défunts. Il était possible d'inhumer ou non les urnes contenant les cendres des défunts, ainsi que d'y joindre des objets intimes leur ayant appartenu et qui évoquaient leur statut. Les urnes (sauf exceptions et nouveau-nés) étaient en général regroupées en périphérie des villes, le long des axes principaux de circulation. À Condate, deux nécropoles de ce type ont été mises au jour, sur la colline du Thabor et dans le secteur de la rue Saint-Martin.
Ce n'est qu'au IIIe siècle qu'on observe un changement dans les pratiques funéraires, avec l'adoption de l'inhumation. La nécropole Saint-Martin, à l'image des autres nécropoles de la cité, s'agrandit considérablement du fait de ce changement de pratiques funéraires. Les nécropoles investissent même des anciennes zones d'habitation. C'est dans cette nécropole que furent découvertes quatre sépultures à cercueil de plomb datant du IVe siècle . Quant au type d'inhumation, il reste similaire dans les différentes nécropoles : les défunts sont inhumés face au lever du soleil. Ils sont recouverts d'un linceul et placés dans un cercueil de bois, les personnes les plus aisés préférant cependant un sarcophage de plomb. Quelques sépultures retrouvées étaient accompagnées d'effets personnels, comme des monnaies, des éléments de parures, des chaussures, des récipients ou des verreries.
La nécropole de la colline du Thabor est connue pour avoir accueilli le tombeau de l'évêque saint Melaine, décédé au cours de la première moitié du VIe siècle. Si très peu d'informations sur son tombeau nous sont parvenues, le Liber de gloria confessorum de Grégoire de Tours évoque que les chrétiens érigèrent une construction « d’une hauteur remarquable » pour accueillir la tombe de l’évêque. Il est probable que l'emplacement de cette construction soit celui de l'actuelle abbaye Saint-Melaine. La nécropole du Thabor est également un témoin intéressant des changements de pratiques funéraires au cours des siècles, puisqu'y ont été retrouvés des urnes funéraires, datant du Haut Empire, ainsi que des restes d'inhumations, témoignant d'époques plus tardives.
Enfin, Dominique Pouille, archéologue, décrit un phénomène d'inhumations marginales qui eut lieu à Condate pendant l’Antiquité tardive : « des défunts sont inhumés çà et là dans les quartiers abandonnés. Ainsi, sur les sites fouillés du parking Hoche, de la Visitation et de Coysevox, les archéologues ont trouvé des individus enterrés à proximité d’anciennes rues. On explique encore mal ce phénomène, observé pour la même époque dans d’autres villes de l’Ouest […] ».

## Artisanats

### Céramique
À Rennes, l’artisanat potier constitue une part importante de la production artistique trouvée en fouille. Plusieurs sites permettent de suivre et d’observer les différentes phases d’urbanisation et d’évolution de la ville.

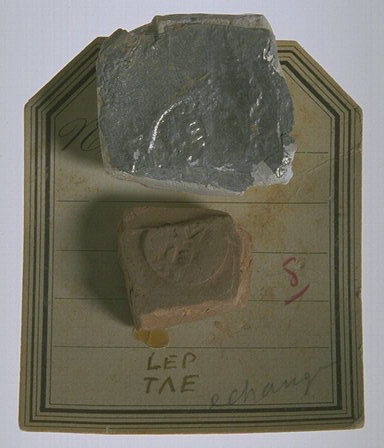
Marque de potier issue des fouilles rue d'Échange en 2003. Elle porte l'inscription " LEP TAE " et est datée entre 14 av. J.-C. et 37

Sur le versant occidental de la colline du Thabor ont été retrouvés neuf fours de potiers. Cinq d'entre eux sont datés de la première moitié du Ier siècle (date probable de la fondation de la ville sous le règne d’Auguste), dont quatre retrouvés à l’emplacement de l’ancien hôpital militaire Ambroise Paré. Les fouilles de l’ancien hôpital militaire Ambroise Paré réalisées par Gaétan Le Cloirec entre octobre 1999 et mai 2000, ainsi que les fouilles du CES Échange en 1977, ont permis de mettre au jour un ensemble de fours datés de la même période et présentant des aspects similaires. Ces cinq fours les plus anciens adoptent la même disposition : une chambre de chauffe d’un diamètre d’1,10 m est creusée dans un terrain naturel (adapté à la pente de la colline) jusqu’à 80 cm de profondeur. La sole faite d’argile et parfois associée à une structure en tuiles est soit posée sur une murette centrale ou sur des voutains. La paroi est elle aussi recouverte d’une épaisse couche d’argile qui a cuit lors de la première utilisation du four.
Sur cet ensemble de fours, deux, celui du site CES Échange et le four no 1 de l’ancien hôpital militaire Ambroise Paré, ont servi de dépotoirs dans lesquels ont été disposés des ratés de potiers. Ces derniers permettent de caractériser la production céramique de l’époque. On y retrouve notamment, et en grande quantité, des coupes carénées Menez 96 et des écuelles Menez 25, mais aussi des vases bobines ou encore une proportion importante de vases en terra nigra. Ces lieux de productions artisanaux sont d’une importance essentielle pour la compréhension de l’évolution de la trame urbaine. En effet, les activités telles que la poterie, peuvent présenter un danger pour la cité (peur des incendies notamment) et sont donc souvent reléguées aux abords des cités. De ce constat on peut supposer que la zone autour de l’ancien hôpital militaire Ambroise Paré n’était pas une zone construite dans laquelle on trouvait des habitations, mais bien une zone au-dehors de la première cité. Seulement, l'évolution importante de la cité des Riedones à partir du règne de Claude et tout au long du IIe siècle, a repoussé aux nouvelles limites de la ville ses ateliers d’artisans potiers mais aussi de bronziers (comme ceux de la rue de Saint-Malo).

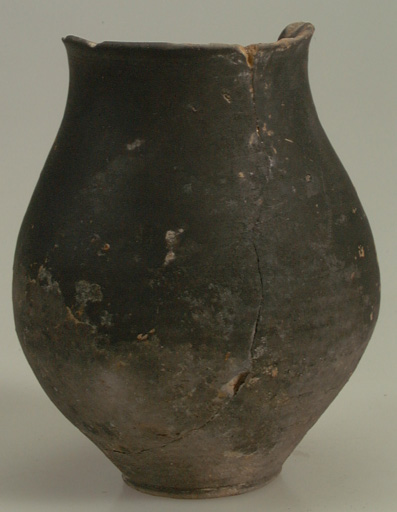
Pot en terra nigra issu des fouilles du parking Hoche à Rennes en 1994.

D’autres fours postérieurs ont été mis au jour à l’angle de la rue de Dinan et de la rue de Saint-Malo, ils sont datés du début IIe siècle. On y retrouve une production similaire aux fours découverts sur le site d’Ambroise Paré, des céramiques communes, des fragments de statuettes et des fragments de leurs moules. Les analyses archéométriques de ces ensembles ont permis d’affirmer que les deux fours à l’angle de la rue de Dinan et de la rue de Saint-Malo ont vu leur activité se prolonger jusque dans les années 180 avant que la production ne s’arrête brusquement. Bien que séparés de plus d’un siècle de leurs homologues installés sur le site de l’ancien hôpital militaire Ambroise Paré, ces fours présentent plusieurs caractéristiques communes avec ceux datés de la fondation de la ville. Prenons l’exemple de la production de statuettes, les moules retrouvés en dépôts dans les deux zones représentent les mêmes sujets (divinités, édicules, bustes). On peut alors supposer un lien entre les deux fours et, bien que rien ne permette de l’affirmer ou de l’infirmer, peut-être s’agit-il d’un même atelier qui se serait déplacé avec le développement de la cité. On peut également supposer un lien entre ces ateliers de potiers et les différents sanctuaires et bâtiments communautaires de Condate. Néanmoins, les caractéristiques communes ne s’arrêtent pas à la production : l’argile utilisée pour la production des fours de l’ancien hôpital militaire Ambroise Paré et celle des fours de la rue de Dinan est de même nature.
L’étude de l’artisanat potier nous renseigne sur l'évolution de la ville. À sa fondation, qui remonte probablement au règne d’Auguste la cité s’est installée au sud-est de la colline du Thabor et les ateliers de productions céramiques étaient installés au nord à l’emplacement de l’ancien hôpital militaire Ambroise Paré. Face à l’avancée urbaine ces fours ont été fermés et d’autres ont été ouverts tel celui du Castel Saint-Martin, fonctionnel de la fin du Ier siècle au milieu du second. L’essor dynamique de la ville sous les Sévères accentua sa politique d’urbanisme, repoussant encore les limites de la ville et provoquant la fermeture définitive des fours de la rue Saint-Louis à la fin du IIe siècle. Cette occupation prolongée de ce secteur peut porter à confusion. En effet, les fours de la rue Saint-Louis étaient plus proches de l’agglomération que ne l’étaient ceux de l’ancien hôpital militaire Ambroise Paré. Pourtant leur période d’occupation fut plus importante. Cette particularité est à mettre en lien avec la nature du terrain. Situé en zone inondable cet emplacement est pratique pour y développer une activité de potier, mais bien moins lorsqu’il s’agit d'y construire des habitations.
La particularité commune à toutes ces époques et entre tous ces fours c’est qu’ils répondent tous à des demandes ponctuelles et locales. Les potiers se sont implantés en suivant les demandes de la clientèle et non en fonction de la proximité avec les ressources, notamment l’argile utilisée pour les productions. En effet, à ce jour aucun gisement d’argile ayant été exploité durant la période romaine n’a été retrouvé à Condate. La plupart des argiles proviennent de deux gisements qui étaient situés en périphérie de Condate : les gisements de Villejean et du Champ de Mars.

### Métallurgie
Dès le Ier siècle apr. J.-C., des ateliers de métallurgie se développent au cœur du site de Condate. Les fouilles archéologiques menées par l’AFAN ont permis de mettre au jour un matériel spécialisé avec un ensemble de fours, des empreintes de tuyères, une trentaine de creusets en terre cuite, des fragments de moules en terre cuite, des scories, des morceaux de bronze.

Objets trouvés lors des fouilles du 3-5 rue de Saint-Malo
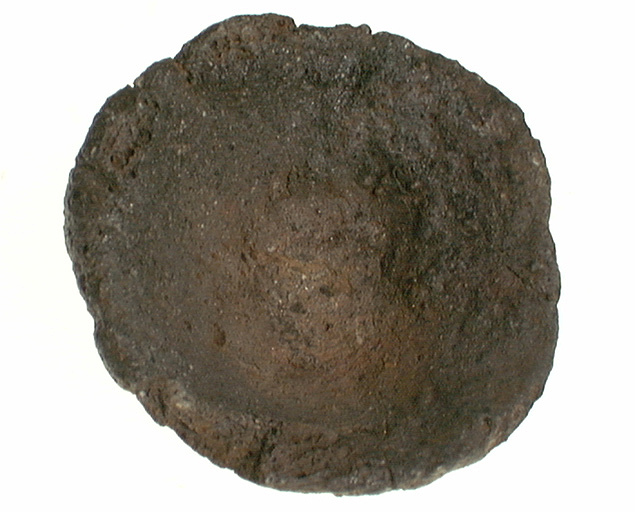
Moule de bronzier en argile cuite.
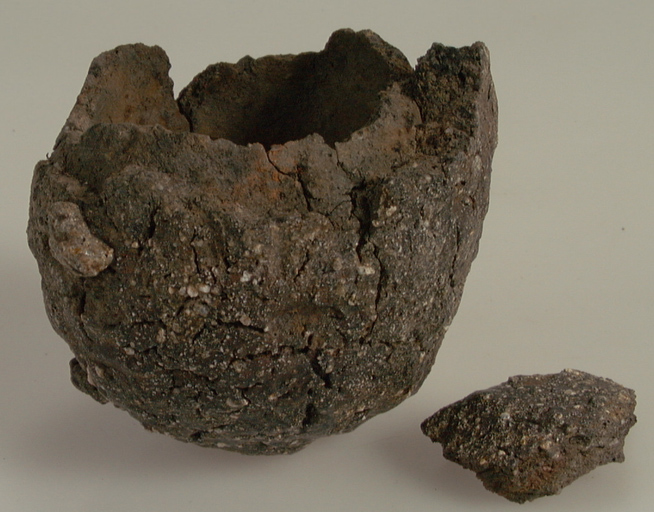
Creuset façonné à la main en argile.

Aux IIe et IIIe siècles, l’importance de ces vestiges est telle qu’ils correspondent probablement à la phase finale de la chaîne opératoire durant laquelle les forgerons travaillaient les objets pour assurer leur finition. « Les structures retrouvées à ce niveau ainsi que l’abondance des rejets charbonneux et la découverte de nombreux déchets et scories de bronze évoquent la présence d’un atelier de bronzier. »
Le site du parking de la place Hoche concentrait de nombreux ateliers de sidérurgie,.

### Tabletterie

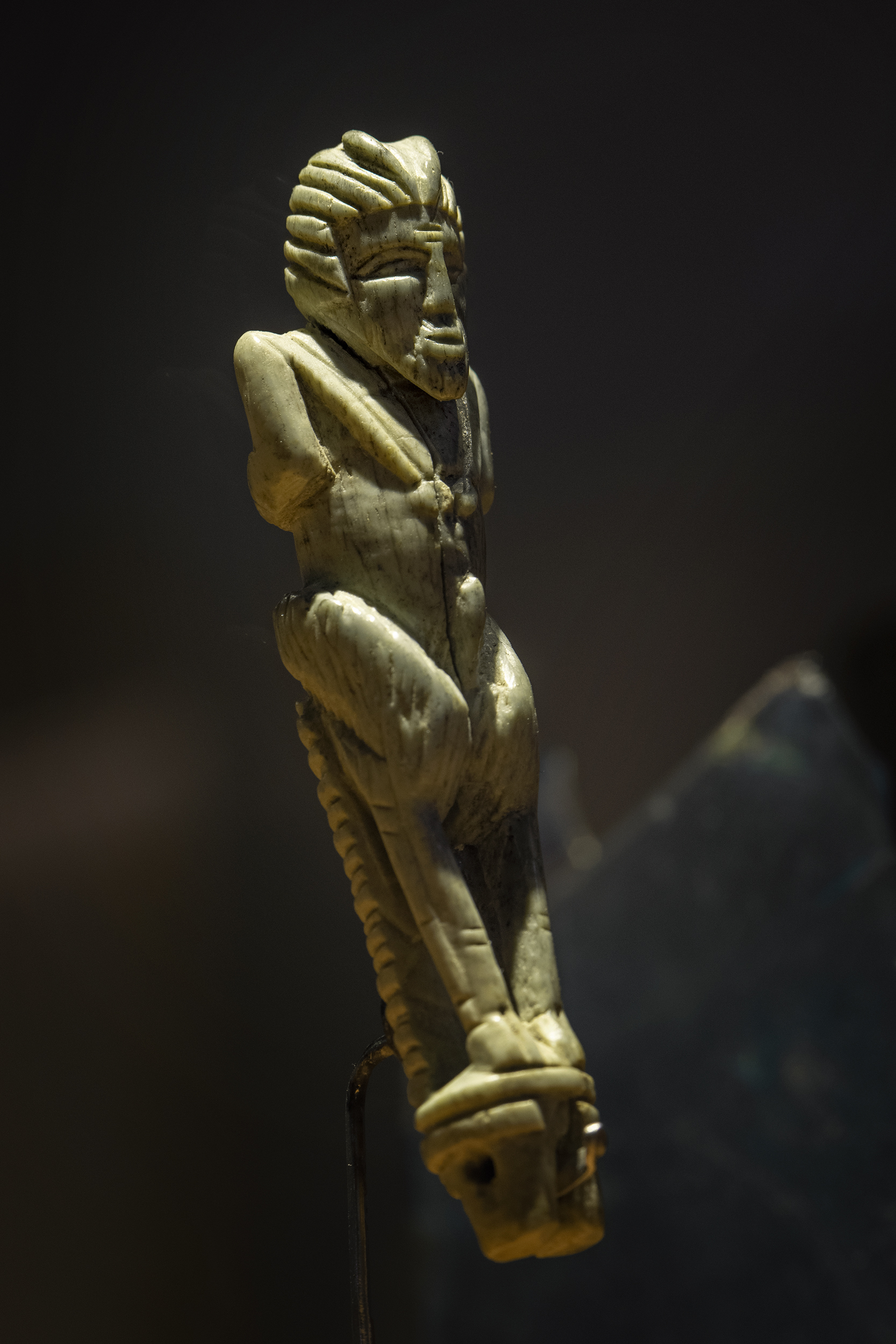
Manche de couteau en os sculpté à l'image du dieu Pan.

Un atelier de tabletterie fonctionnant en parallèle des ateliers de métallurgie est découvert pour la période allant entre la fin du IIe et le IIIe siècle apr. J.-C. Cette hypothèse est formulée du fait de la présence de nombreux petits déchets d’os coupés, issus d’un débitage fin. La combinaison des artisanats de métallurgie et de tabletterie est concevable notamment dans le cas de la fabrication de couteaux avec manche en os et lame en bronze. Un exemplaire de manche de couteau a d’ailleurs été mis au jour dans un bâtiment et est aujourd’hui conservé au musée de Bretagne.

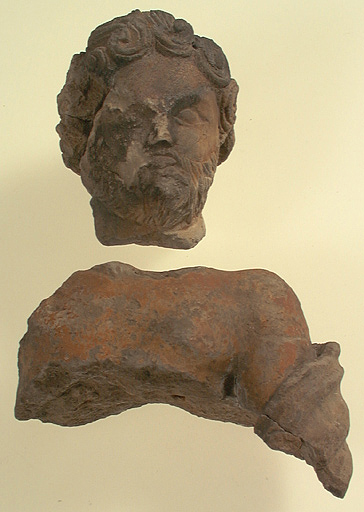
Statuette dite de « Jupiter », issue des fouilles des 3-5 rue de Saint-Malo.

### Statuaire
En parallèle, pour la période entre le IIe et le IIIe siècle apr. J.-C., sont mis au jour des fragments d’une petite statuette d’un visage, surnommé « Jupiter ». Ces 11 fragments de statuette en calcaire présentent en fait un personnage masculin barbu d’environ 60 cm de hauteur qui a été rapproché de Jupiter pour son iconographie. Le calcaire provenant probablement du Val de Loire est particulièrement tendre à sculpter.

### Verre
Le mobilier découvert en contexte de fouille révèle le développement de l’artisanat lié au verre. Parmi le mobilier en verre on trouve des perles en pâte de verre de teinte bleu foncé, parfois incrustées, des épingles en verre, des anneaux, des jetons mais également des récipients comme des fragments de coupelles, de flacons, de fioles.

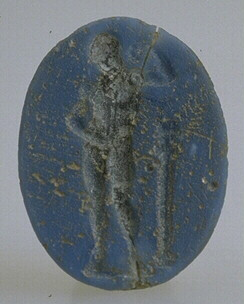
Intaille en verre bleu issu des fouilles des 3-5 rue de Saint-Malo.
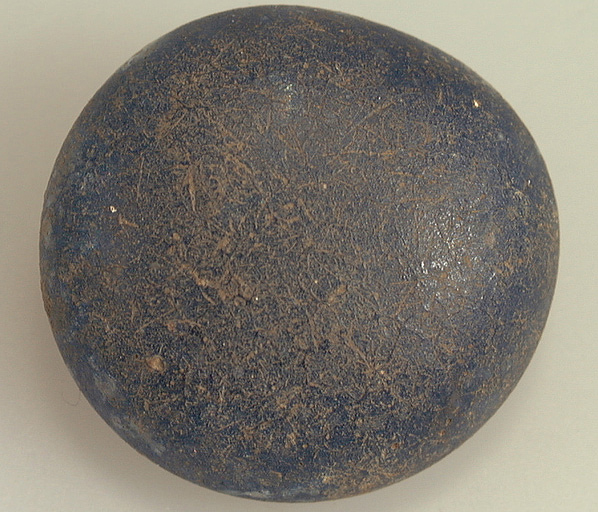
Jeton en verre issu des fouilles des 3-5 rue de Saint-Malo.
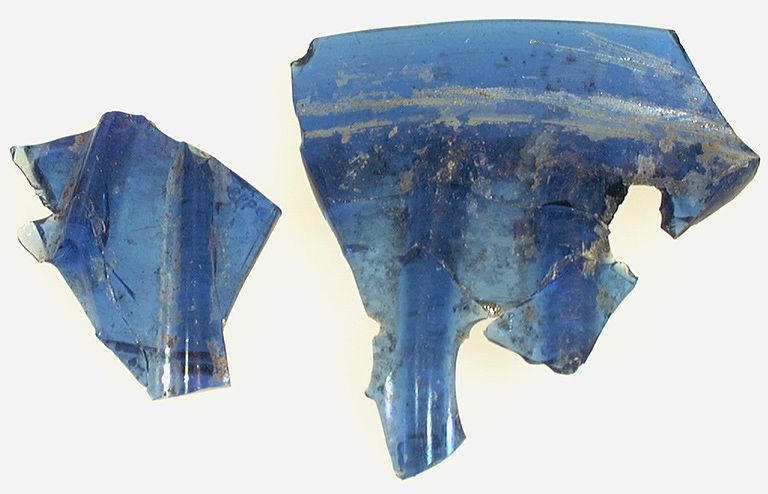
Fragment de coupe en verre bleu issu des fouilles des 3-5 rue de Saint-Malo.
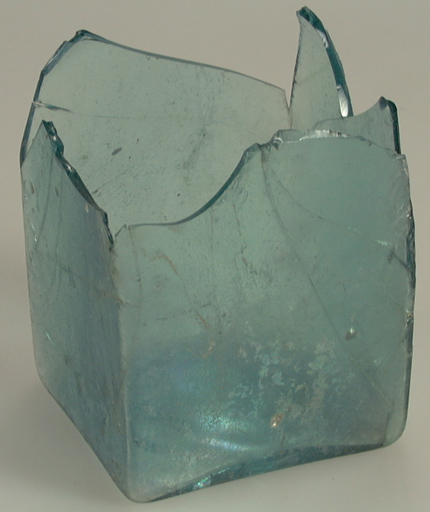
Bouteille carrée de teinte bleu-vert naturel et de forme Isings 50, issue des fouilles du parking Hoche à Rennes en 1994.

## Fouilles archéologiques

### Historique des fouilles

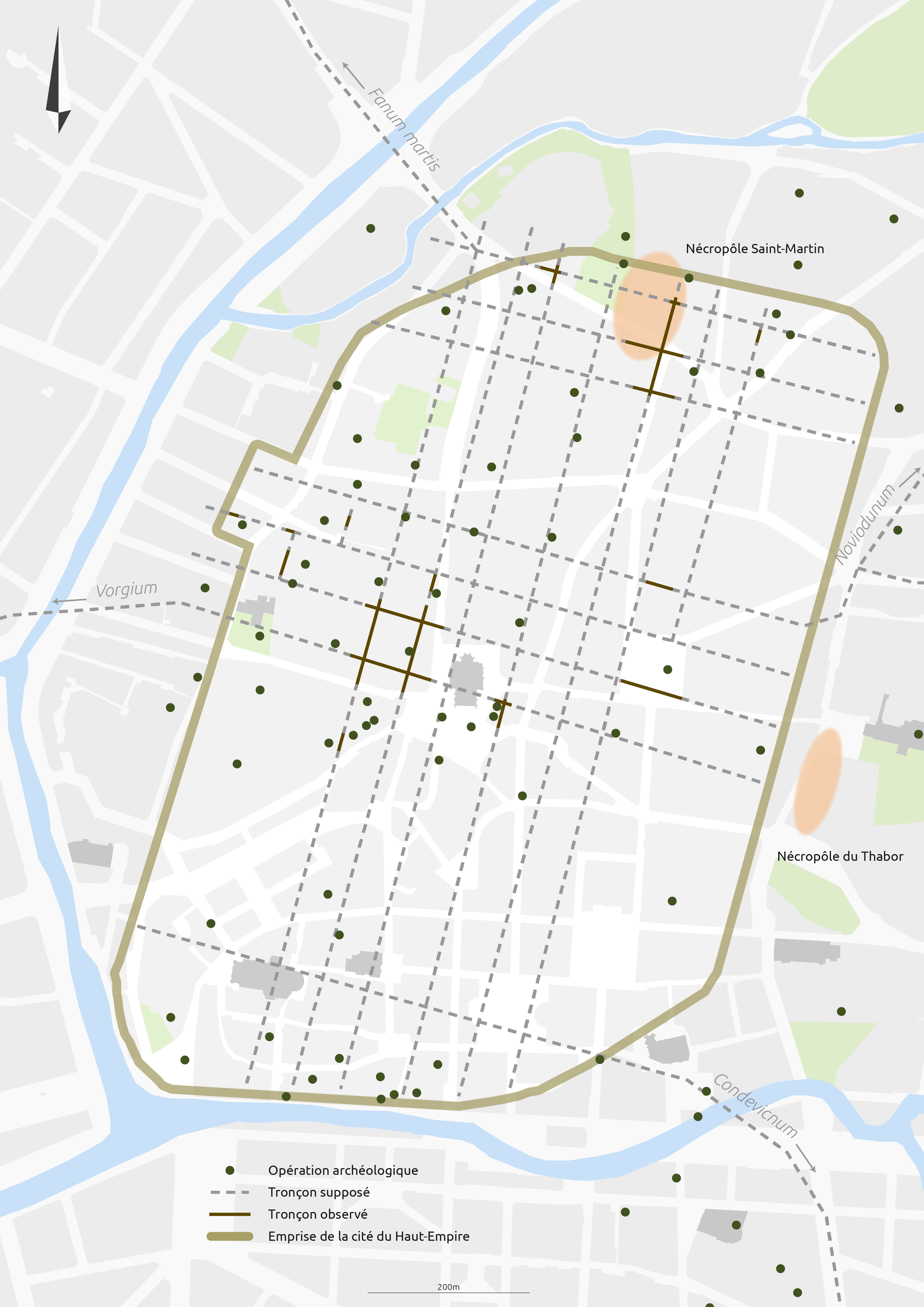
Opérations archéologiques dans la ville de Rennes.

Entre le XXe et le XXIe siècle, les découvertes archéologiques au sein de la ville de Rennes dépendent exclusivement de fouilles dites préventives ou de sauvetage menées dans le cadre de l'urbanisation de la ville contemporaine, souvent à la demande du Service régional de l'Archéologie et coordonnées par l'Institut National de Recherches Archéologiques Préventives. Ce sont des projets immobiliers, des réaménagements urbains, des aménagements de transports urbains (lignes de métro A et B), des projets commerciaux comme le centre commercial de la Visitation
, la création d'un Centre des Congrès ou la construction de facilités publiques et privées comme des parkings, qui ont donné lieu à plusieurs campagnes archéologiques. Les hypothèses et découvertes plus anciennes renseignant sur le contexte archéologique rennais ont permis d'engager les interventions d'archéologie préventive lors de dépôts de projets immobiliers proches des zones sectorisées au titre des vestiges historiques. Ainsi, de nombreuses fouilles ont été effectuées depuis le XVIIIe siècle jusqu’à nos jours. Celles-ci sont surtout concentrées dans le quartier Centre.

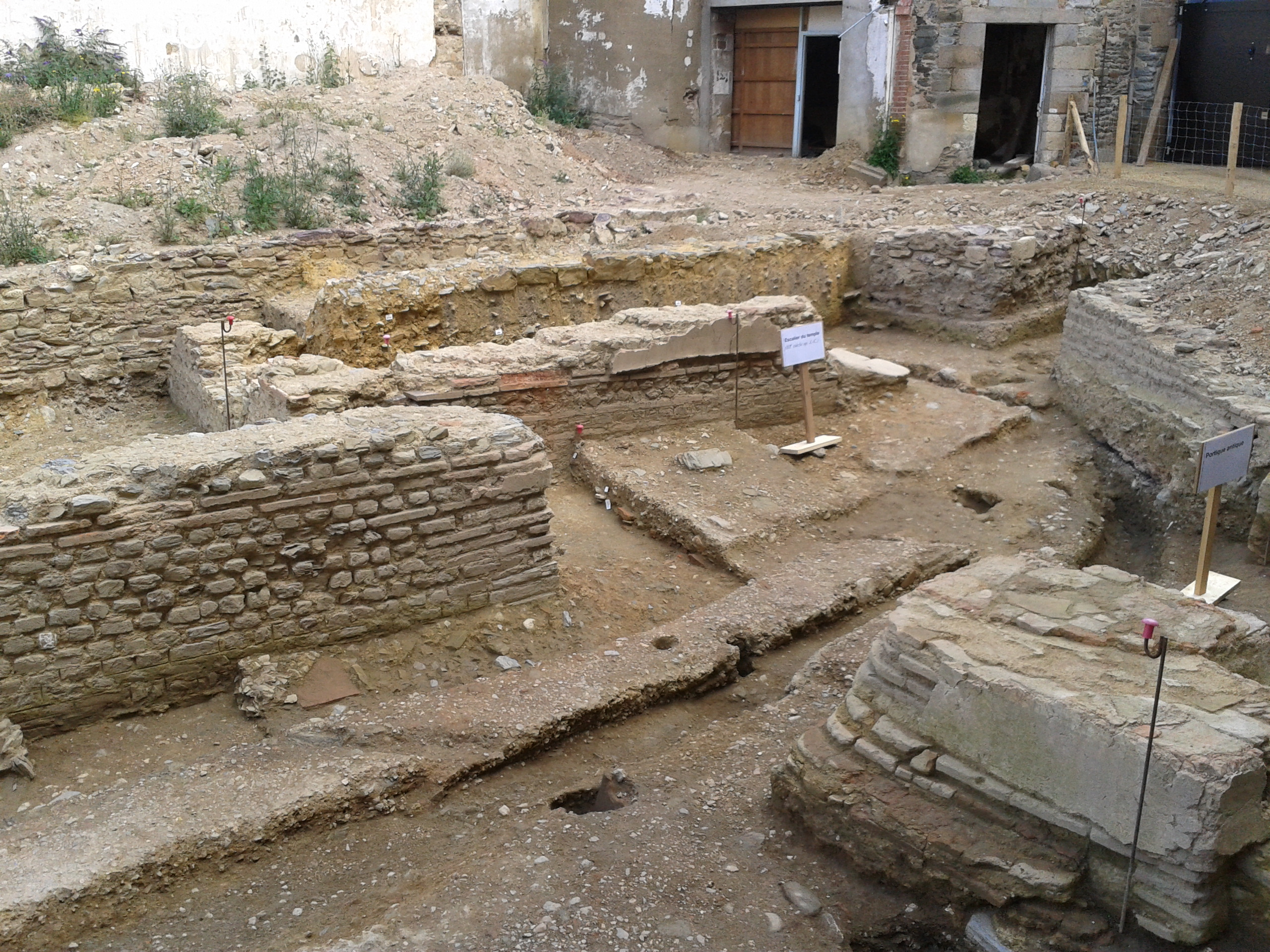
Fondation du temple dans la cour nord du couvent des Jacobins.

Dès 1847, Adolphe Toulmouche écrit l’Histoire archéologique de l’époque gallo-romaine de la ville de Rennes qui contient une « extraordinaire série de monnaies et d'objets gallo-romains qu['il] publia fort consciencieusement ».
Entre 1986 et les années 2020, une cinquantaine de sites ont été fouillés à Rennes et ont permis d'appréhender le passé de la ville. C'est dans ce cadre que la cité antique est mieux connue des archéologues. De nombreuses découvertes ont amené de la visibilité sur les limites et le secteur de la ville à l'Antiquité, notamment entre le Ier et le IIIe siècle de notre ère. Grâce aux nombreuses fouilles au nord de la ville, en particulier celles qui ont précédé les réaménagements de l'Hôtel Dieu et celles du quartier Saint Martin, les axes routiers les plus importants et leurs carrefours ont été identifiés : le cardo nord-sud est traversé par trois axes est-ouest, appelés decumanus, cette structure perdure sur l'ensemble de l'occupation antique de Condate et conditionne les différents ménagements urbains de l'époque.
La multiplicité des fouilles depuis plus de 40 ans a mis au jour les étapes de l'occupation au cours des siècles. Des îlots d'habitation, de commerces, des thermes publics, ainsi que des nécropoles en marge des axes routiers ont été identifiés et datés, montrant la diversité des fonctions et de l'aménagement de Condate. Si certains éléments persistent du Ier  au  IIIe siècle de notre ère, d'autres sont indiqués comme abandonnés après un ou deux siècles d'existence.
Certaines découvertes importantes faites lors de la construction des quais de la Vilaine ou lors du creusement du métro sont à noter. Elles ont toutes été mises au jour lors de fouilles préventives sur les différents sites :
- le site situé rue de Dinan comprenant le collège Échange et l’église du théâtre du Vieux Saint-Étienne en 1977 où a été trouvé un établissement thermal[80].
- place Hoche, lors de la construction du parking souterrain[78].Maquette du temple de la Visitation.

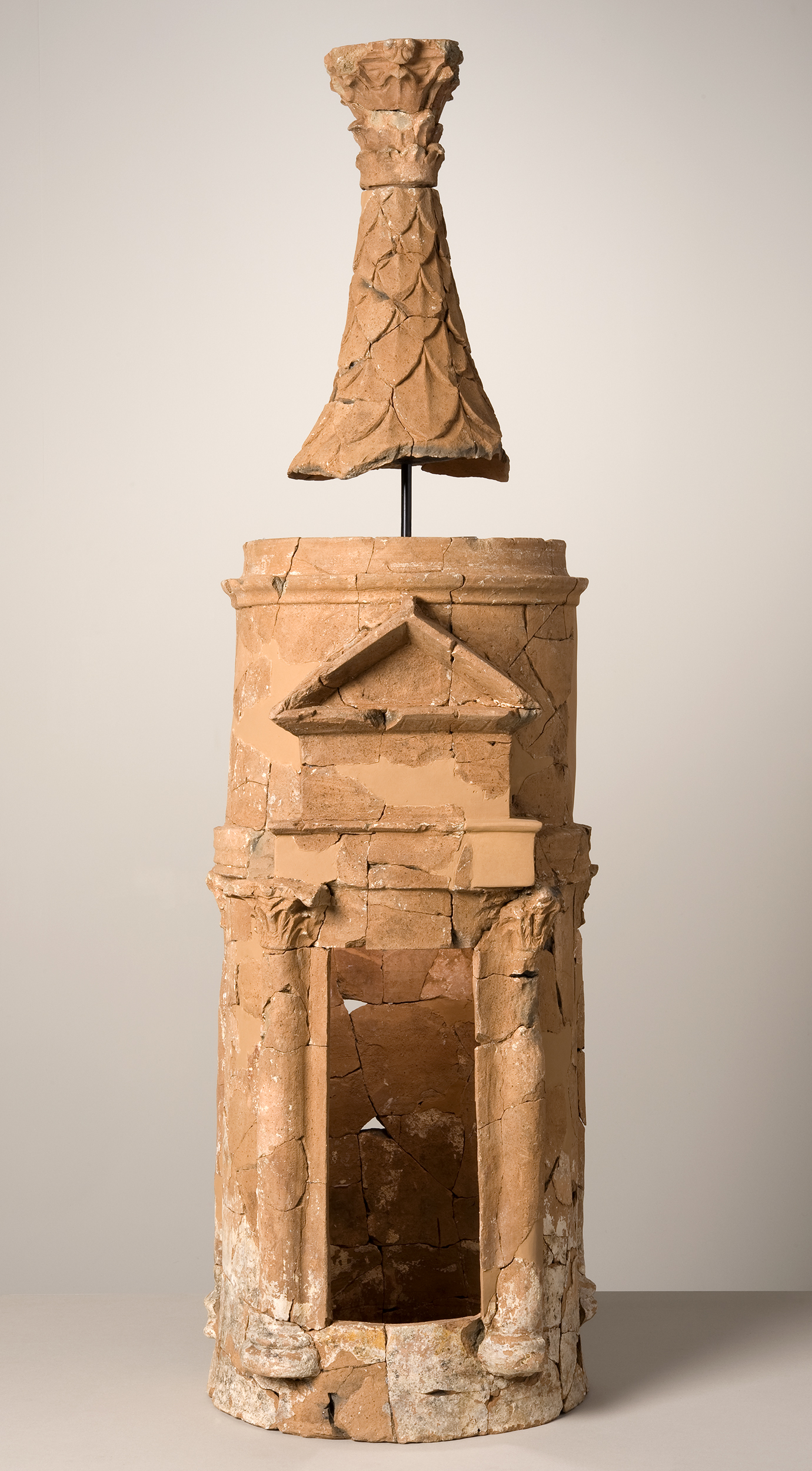
Maquette du temple de la Visitation.

- la Visitation, une réplique d'un petit temple datant des IIe – IIIe siècles a été découvert. Il servait probablement de support à offrande dans un jardinet. L'objet, volontairement brisé, a été réemployé à la fin du IIIe siècle comme fondation de sol en béton, probablement pour un marché[81].

- Sondages réalisés dans la rue de Saint-Malo mettant au jour des fragments d'un casque en bronze et d'armements en fer. Ces sondages sont suivis d'une fouille préventive[82] entre 1994 et 1995 révélant une zone de circulation importante et une activité artisanale développée (orfèvrerie, métallurgie du bronze et du fer, tabletterie) dans la première moitié du Ier siècle de notre ère[83].

- le couvent des Jacobins, fouillé de décembre 2011 à la mi-2014, d’abord dans le cloître et les cours extérieures puis à l'intérieur des bâtiments[84], ces fouilles ont notamment montré l’évolution et les remaniements des voies et bâtiments et ont mis au jour un temple quadrangulaire de 9 mètres de côté. Un plafond peint antique effondré a également été trouvé[85].

Début 2023, lors de la fouille d'une ancienne carrière romaine, est exhumée une Vénus datée de la fin du Ier siècle ou du début du IIe siècle, petite figurine en terre cuite qui aurait appartenu à un laraire, un petit autel domestique où une famille vénérait les lares, divinités romaines liées à un lieu donné.

### Fouilles du Parc des Tanneurs et de l'Hôtel-Dieu

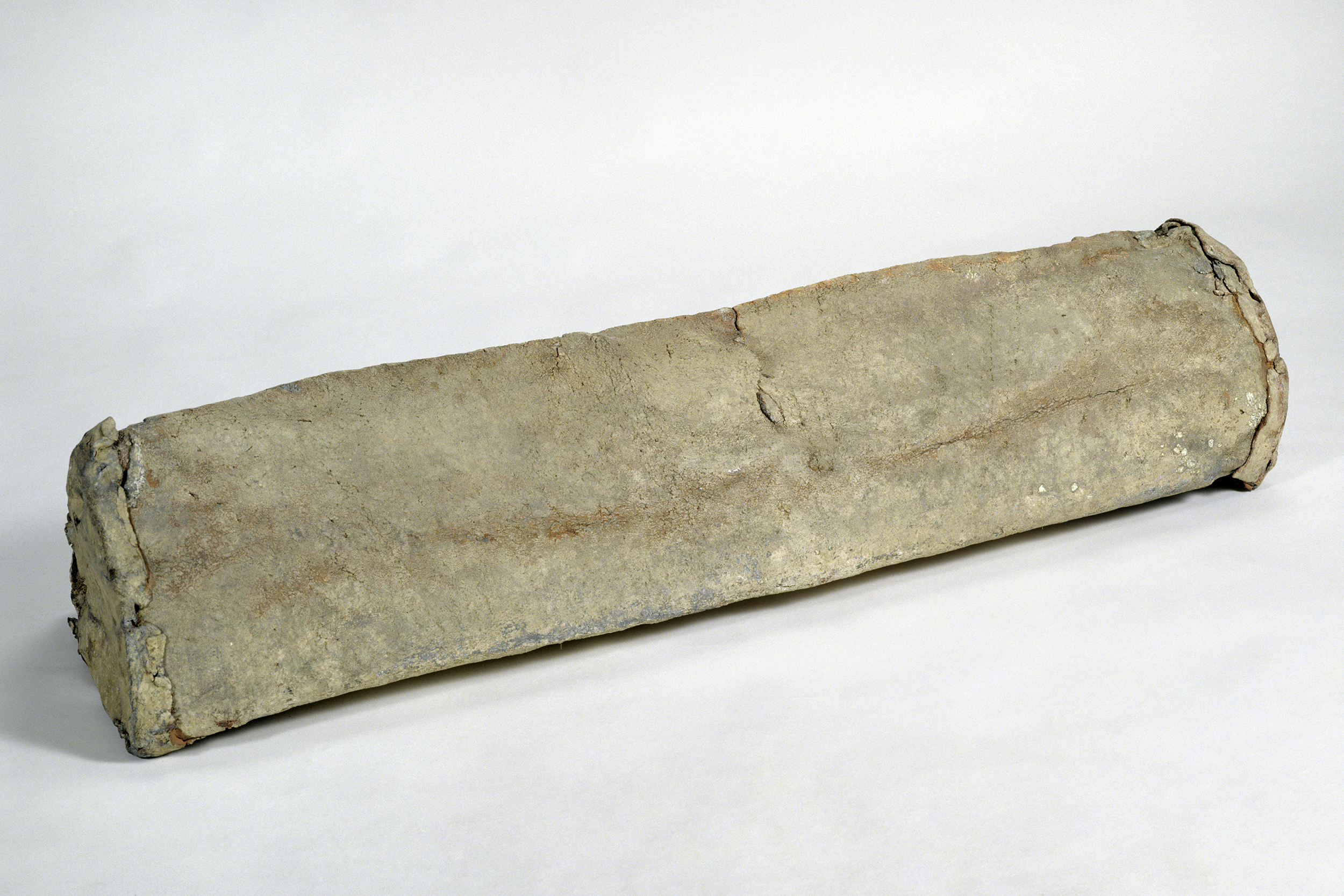
Sarcophage en plomb découvert lors des fouilles de 1969-1970, aujourd'hui conservé au musée de Bretagne.

Au cours des soixante dernières années, plusieurs fouilles successives sur le site du parc des Tanneurs et de l'Hôtel-Dieu ont permis de mettre au jour de nombreux éléments archéologiques. Cette zone est la plus septentrionale de la ville de Rennes, et permet ainsi d'étudier les limites antiques de la ville, mais également le contexte funéraire de l'époque. La première campagne de fouilles, en 1962, a tout d'abord permis de faire émerger une maçonnerie constituée de deux conduits de briques qui correspondaient à une certaine période, au mur de délimitation septentrional de la domus située dans cette zone. Peu d'informations subsistent cependant de cette campagne de fouilles et il faut attendre la fin des années 1960 pour que de nouvelles recherches soient menées sur cette zone.

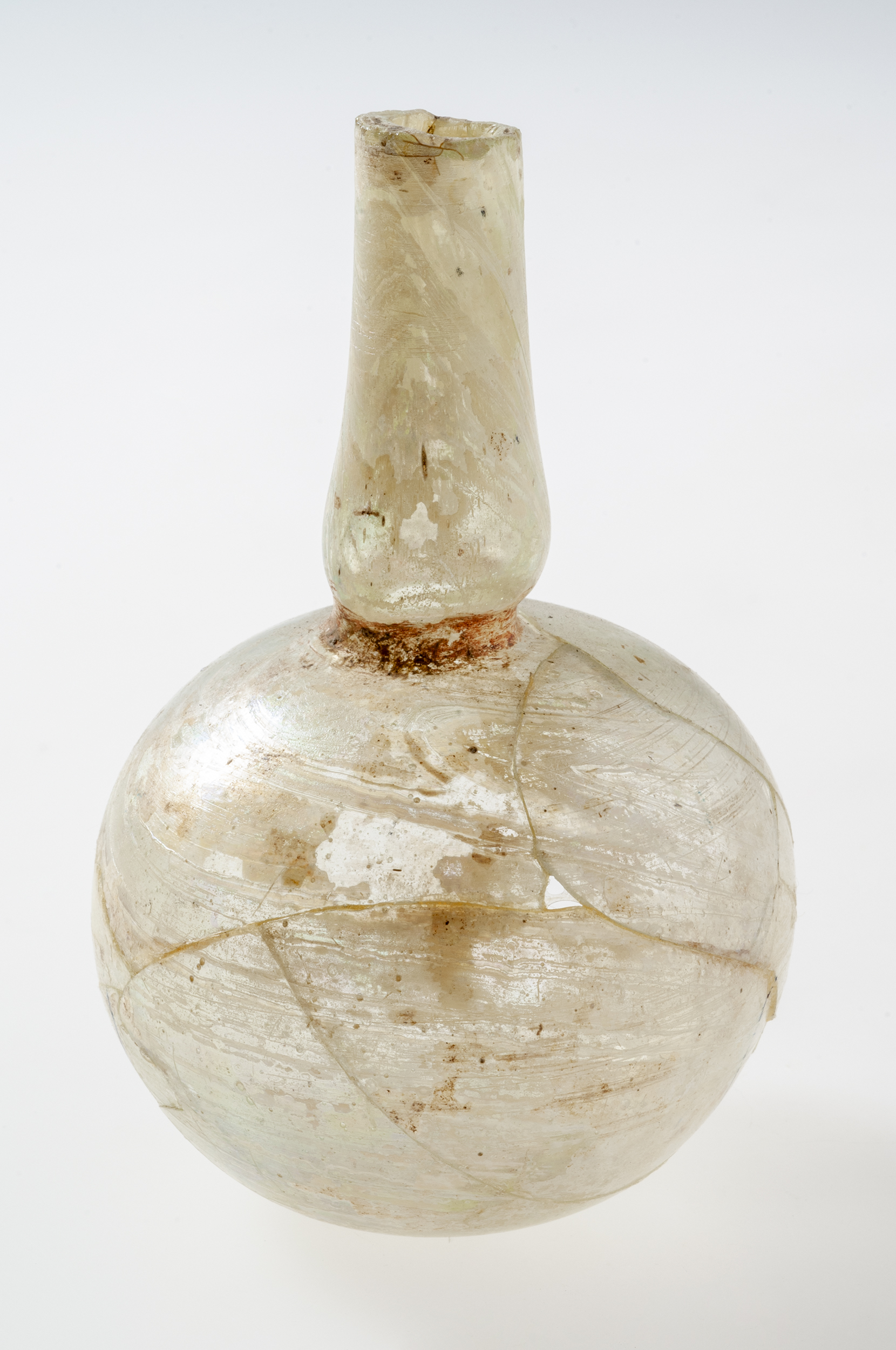
Petite fiole en verre trouvée dans le mobilier funéraire du défunt, conservé au musée de Bretagne.

En effet, en 1969 - 1970, la zone Nord est à nouveau explorée. On y découvre alors un puits et un four de potier. À l'Est, des zones d'inhumations ainsi que des fosses dépotoirs modernes ont été mises au jour, mais leur localisation précise est aujourd'hui perdue. Parmi les objets découverts, on compte notamment quatre sarcophages en plomb, aujourd'hui conservés au musée de Bretagne. Ils sont tous les quatre composés d'une feuille de plomb, façonnée en demi-cylindre, et sont fermés par un couvercle soudé aux deux extrémités. Le premier renfermait vraisemblablement les restes d'un enfant, tandis que le second nous renseigne sur le mobilier funéraire qui accompagnait le défunt. En effet, des vases, ainsi que des fioles à parfum faisaient partie des objets accompagnant le défunt après la mort. L'ensemble de ces objets et de ces différents éléments permettent de dater ces inhumations du IVe siècle av. J.-C.. Au total, ce sont au moins neuf inhumations qui ont été recensées lors de ces fouilles, et qui sont à situer entre le IVe et le VIIIe siècle.
La poursuite des fouilles en 2001 a permis de supposer la présence d'une trentaine de sépultures sur 600 m2, dont trois étaient alors clairement identifiées. C'est également au cours de cette saison de fouilles qu'un vaste bâtiment bien conservé a été découvert. Celui-ci, construit avec des murs en petit appareil régulier, et constitué de sols en béton de chaux, semble s'apparenter à une domus péri-urbaine, ou bien à un bâtiment à vocation collective.
En 2016 - 2017, des fouilles menées par l'Inrap, en partenariat avec la Ville de Rennes et la DRAC Bretagne, sur le site de l'Hôtel-Dieu, ont poursuivi les travaux précédents, et ce ne sont pas moins de 508 tombes à inhumations qui ont été découvertes. Ce qui est d'autant plus remarquable est la bonne conservation du corps des défunts, bien trop souvent très dégradés à cause de l'acidité des sols bretons. Ainsi, peu de connaissances sur les nécropoles de cette région subsistaient. Cette découverte fait également du site du parc des Tanneurs et de celui de l'Hôtel-Dieu, la plus vaste nécropole de l'Antiquité tardive dans cette région qui soit connue à ce jour. Aux 508 tombes du site de l'Hôtel-Dieu, il faut y ajouter 75 tombes découvertes sur le site du parc des Tanneurs, permettant d'étendre cette nécropole vers le nord-ouest. Parmi ces tombes, il faut notamment souligner la présence d'une tombe à incinération, qui diffère ainsi des autres. L'utilisation de cette nécropole est donc à situer entre le IIIe  et le  VIIe siècle.

### Fouilles du 3-5 rue de Saint-Malo
De 1994 à 1995, des fouilles ont été menées par l'AFAN entre le numéro 3 et le numéro 5 de la rue de Saint-Malo. Elles ont révé la présence de bâtiments, ateliers et entrepôts organisés autour d’une voirie. Du mobilier a été mis au jour et est aujourd’hui en partie conservé au musée de Bretagne.
La phase I, au début du Ier siècle apr. J.-C., a révélé des traces d’emplacements de poteaux ou de piquets indiquant la présence d’installations légères.

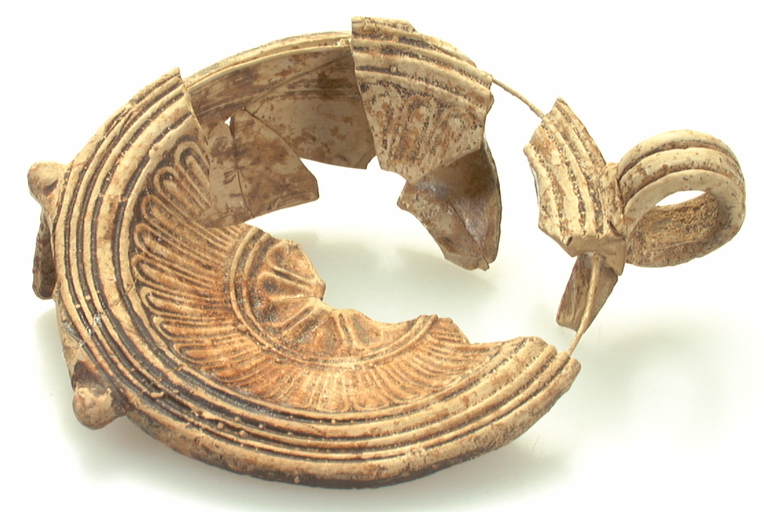
Lampe à huile à réservoir gallo-romaine, issue des fouilles du 3-5 rue de Saint-Malo.

La phase III, entre 15 apr. J.-C. et 50 apr. J.-C., annonce l’émergence d’un artisanat métallurgique. Cette phase livre un matériel spécifique à cet artisanat : empreintes de tuyères menant vers un four, four recouvert de charbons de bois, une trentaine de creusets en terre cuite, des fragments de moules en terre cuite et des morceaux de bronze. Cette phase marque également une évolution dans l’aménagement de l’urbanisme avec la création d’une chaussée figeant l’espace de circulation. Désormais, une bande de trottoir sépare les bâtiments du fossé de la voie. Des éléments de mobilier sont également découverts au sein des bâtiments comme des fibules en bronze, des fusaïoles en plomb et une lampe à huile à réservoir, tous conservés au musée de Bretagne.
La phase IV, entre 50 apr. J.-C. et 70 apr. J.-C., confirme la possible existence d’une forge du fait de la découverte de nombreux foyers et de rejets charbonneux mêlés de scories. L’étendue de la zone concernée témoigne d’une activité importante ne pouvant être liée qu’à un artisanat. La nature des vestiges trouvés correspond à la phase finale de la chaîne opératoire durant laquelle les forgerons travaillaient les objets pour assurer leur finition.
La phase V, vers 70 apr. J.-C. marque l’apparition de la maçonnerie.
La phase VII, entre la fin du IIe siècle apr. J.-C. et le IIIe siècle apr. J.-C., révèle un atelier de tabletterie, en parallèle de l’artisanat de bronze. La combinaison des artisanats de métallurgie et de tabletterie est concevable notamment dans le cas de la fabrication de couteaux avec manche en os et lame en bronze. Un exemplaire de couteau a d’ailleurs été mis au jour dans un bâtiment et est aujourd’hui conservé au musée de Bretagne.
En 1987 a lieu une importante fouille à proximité de l’îlot Picard mettant au jour un casque en bronze ainsi que des armes en fer gallo-romaines, conservés au musée de Bretagne. Ce casque était probablement utilisé comme casque de parade et non comme pièce d’armement.
À la fin du IIIe siècle apr. J.-C. et au premier quart du IVe siècle apr. J.-C. (phase VIII), les bâtiments ont plusieurs étages, les pièces du rez-de-chaussée sont très vastes avec des cloisonnements internes. Une phase de démolition est observable à cette époque, seules les élévations sont laissées en place. L’hypothèse émise est celle de la construction des premiers remparts de Rennes à la fin de l’occupation antique.
La phase IX, du Ve jusqu’au XIVe siècle marque la période médiévale de la ville. Celle-ci livre une céramique médiévale datable entre le XIIe et le XIVe siècle mais également des agrafes à double crochet d’époque mérovingienne.
Le 2 février 1368 est fondé le couvent des Jacobins dans ce quartier. Cette fondation est probablement due à Jean IV, Duc de Bretagne, en reconnaissance à la victoire d’Auray. Entre le XIVe et le XIXe siècle le couvent des Jacobins se développe avec la création de jardins au nord. Le plan du couvent de 1829 témoigne d’une organisation « à la française » des jardins. En 1780, ces bâtiments sont transformés en caserne. Les jardins semblent toujours être présents jusqu’en 1798 où ils sont toujours cités dans un inventaire. Dans la deuxième moitié du XIXe siècle, Alexis Picard achète le terrain et crée l’entreprise de quincaillerie Picard. Cet ensemble est détruit en 1994.

### Fouilles du 61 - 65 rue d'Antrain
En 2022, une fouille au 61 - 65 rue d’Antrain en marge au nord de la ville antique de Condate a été menée par les archéologues de l’INRAP. Les fouilles ont été faites à la demande des services de l’État, la DRAC Bretagne, à la suite d'un projet d’aménagement mis en œuvre par Bouygues Immobilier. Elles s’étendent sur une superficie de 3 250 m2 et sur une profondeur de 2 mètres. Ce vaste chantier avait pour but d’en apprendre davantage sur l’économie de la pierre, l’organisation des carrières et les gestes des carriers à l’époque gallo-romaine et plus précisément sur la ville de Condate.
La carrière de la rue d’Antrain est l’une des rares carrières gallo-romaines fouillées dans l’Ouest de la France et la première sur le territoire rennais. Elle a été exploitée aux Ier et IIe siècles de notre ère, et servait à l’extraction des plaquettes de schiste. Ceux-ci étaient utilisés pour la construction des soubassements de nombreux murs et rues de la ville de Condate.
Au milieu du IIe siècle, la carrière a été abandonnée et va par la suite servir de dépotoir pour les habitants avoisinants. Ce sont de nombreux objets du quotidien qui ont été laissés sur place et que les archéologues ont retrouvés. L’INRAP relève que des dizaines de kilos de fragments de vaisselle en céramique, des éléments de parure, quelques statuettes ainsi que des monnaies ont été mis au jour.
D’après les archéologues, c’est à la fin de la période médiévale que la carrière a été comblée. Une étude de stratigraphie montre que l’espace sera réoccupé et des activités artisanales et/ou domestiques s’y déploient par la suite. Les archéologues y ont retrouvé des trous de poteau attestant de restes de bâtiments en bois, ainsi que des fours et des puits.

### Objets retrouvés au cours des fouilles

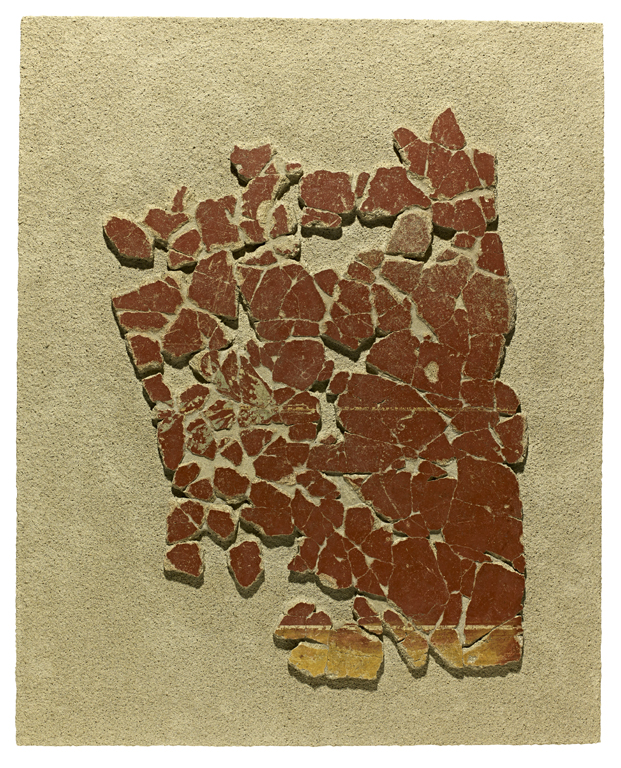
Fragments d'enduit peint (fouilles de l'hôpital militaire Ambroise Paré).
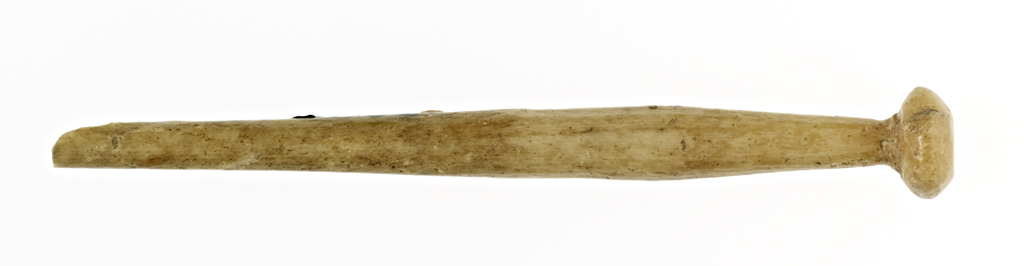
Épingle à cheveux (fouilles de l'hôpital militaire Ambroise Paré).
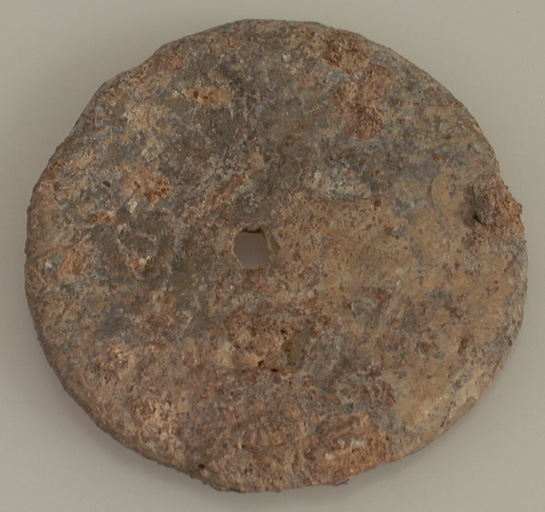
Fusaïole en plomb gallo-romaine (fouilles du 3-5 rue de Saint-Malo).
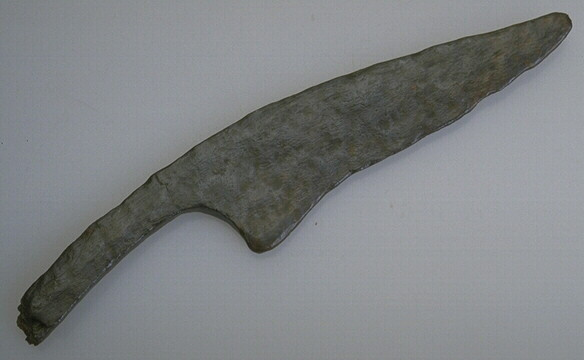
Lame de couteau en fer forgé gallo-romaine (fouilles du 3-5 rue de Saint-Malo).
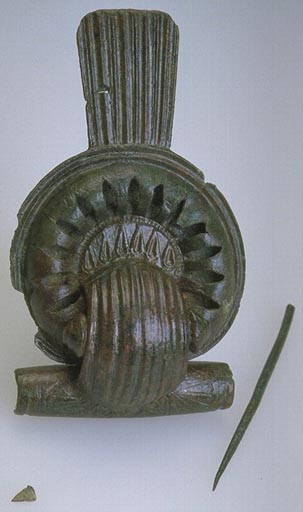
Fibule en alliage cuivreux (fouilles du 3-5 rue de Saint-Malo).
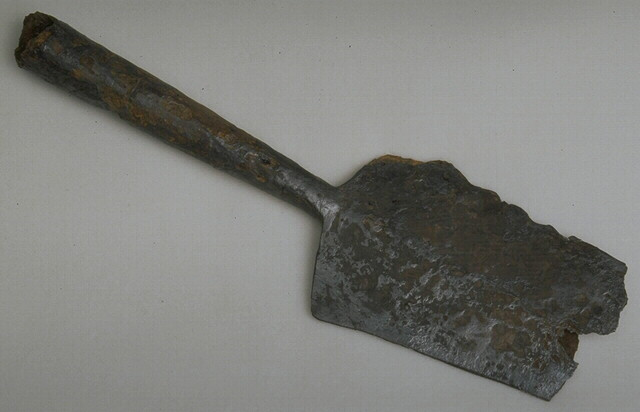
Fer de lance gallo-romain (fouilles du 42-48 rue de Saint-Malo).
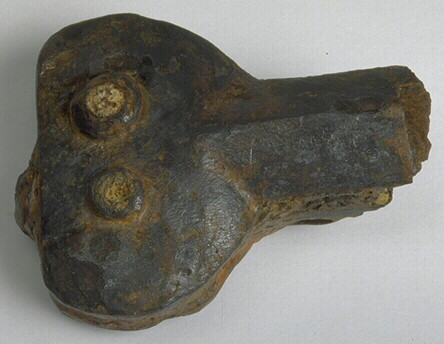
Pommeau de poignard en fer gallo-romain (fouilles du 42-48 rue de Saint-Malo).
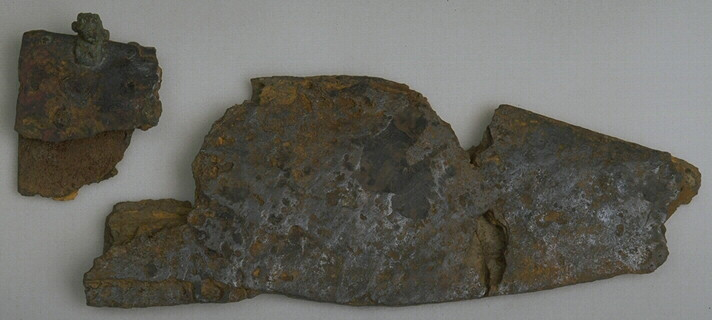
Fourreau de poignard en fer, bronze et bois (fouilles du 42-48 rue de Saint-Malo).
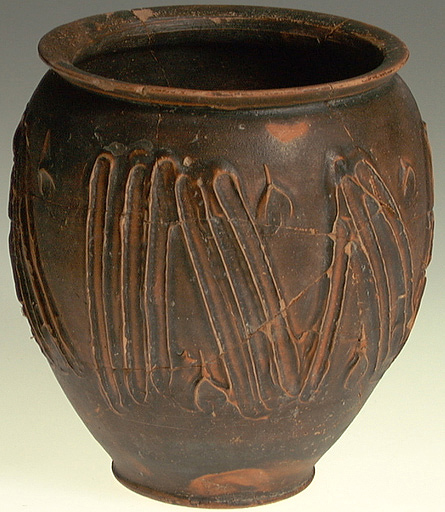
Gobelet en terre cuite (fouilles du parking Hoche, 1994).
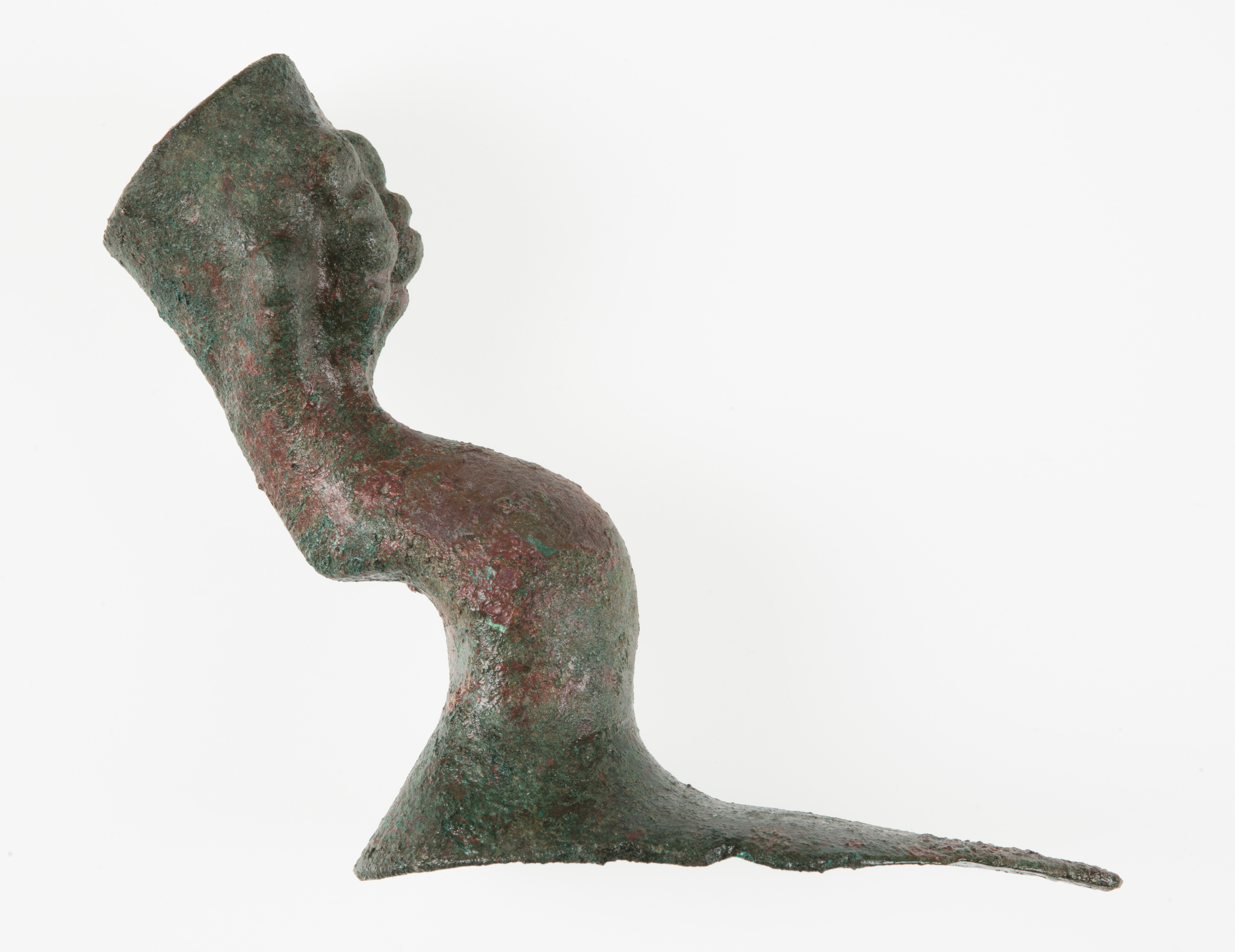
Pied de chaudron (fouilles préventives du couvent des Jacobins).
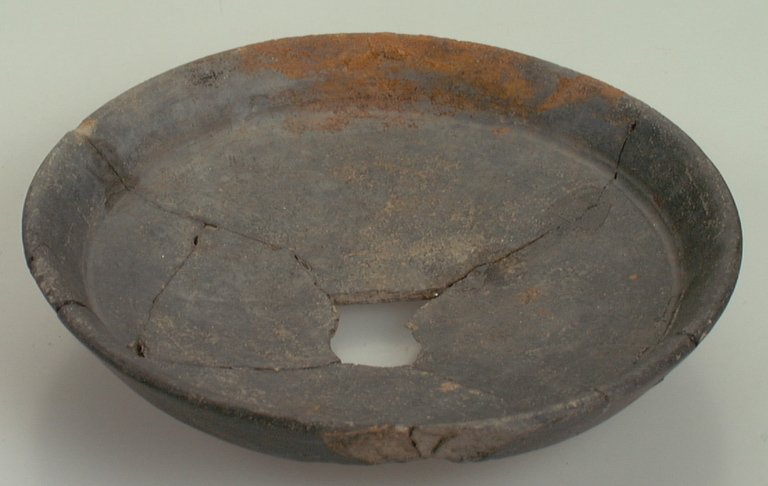
Assiette fragmentaire produite dans la ville au Ier siècle et découverte à environ 10 km au sud de la ville.

## Condate Riedonum dans la culture

### Bande dessinée

#### Astérix

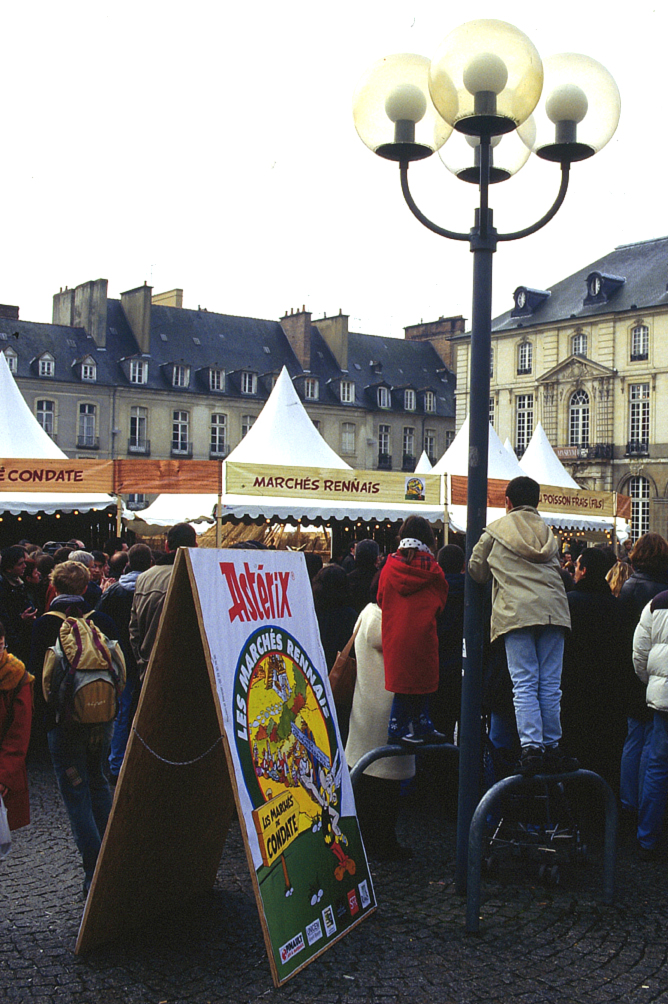
Fête d'Astérix et Obélix à Rennes en 2001, place de la mairie. Notons, sur le panneau, l'inscription « Les marchés de Condate ».

- Dans l'album Astérix légionnaire (1967), de René Goscinny et Albert Uderzo, les deux héros, Astérix et Obélix, se rendent à Condate pour tenter de délivrer le fiancé de la belle Falbala enrôlé de force dans l'armée romaine[108].
- Dans Astérix et le chaudron (1969), Astérix et Obélix se rendent à Condate, qui est la grande cité gallo-romaine la plus proche de leur village fictif d'Armorique[109]. La plus grande partie du récit s'y déroule dans un décor qui doit plus à l'imagination des auteurs qu'à ce qu'était celui du Condate antique, où par exemple sont nombreux les anachronismes volontaires qui sont une des caractéristiques de la série Astérix[109].
- Le début de l'album Astérix chez les Helvètes (1970) se déroule à Condate[110].
- L'action de l'album Astérix et Latraviata — scénarisé et dessiné par Uderzo et publié en 2001 — conduit aussi Astérix et Obélix à Condate[111]. À l'occasion du lancement de l'album, entre le 30 janvier et le 4 février 2001, la ville de Rennes a organisé une manifestation nommée « Rennes accueille Astérix »[112]. Les festivités comprenaient une conférence d'Uderzo (à qui un menhir fut offert), ainsi qu'une bataille de poissonniers[113], un marché gaulois sur la place de la Mairie, la construction d'une maison gauloise ou même une exposition nommée « Astérix et Condate » dans le grand salon de l'hôtel de ville[112].

#### Autres
- La série de bandes dessinées Rennes consacre quelques pages à Condate dans son premier tome, Des Redones à Anne de Bretagne. Elle propose également une double page de texte et photographies sur « Rennes au temps des Redones »[114].

### Vulgarisation historique
- En juin 2024, le vidéaste Nota Bene publie une vidéo sur Condate. Réalisée en partenariat avec l'INRAP, la vidéo propose un cheminement dans plusieurs quartiers de Rennes ayant été fouillés, tout en étudiant la fondation de la ville, ses productions, ses habitations ainsi que ses cultes et nécropoles. Elle présente aussi les campagnes de fouilles préventives et promeut leur intérêt[115].